# Céramique au Mexique

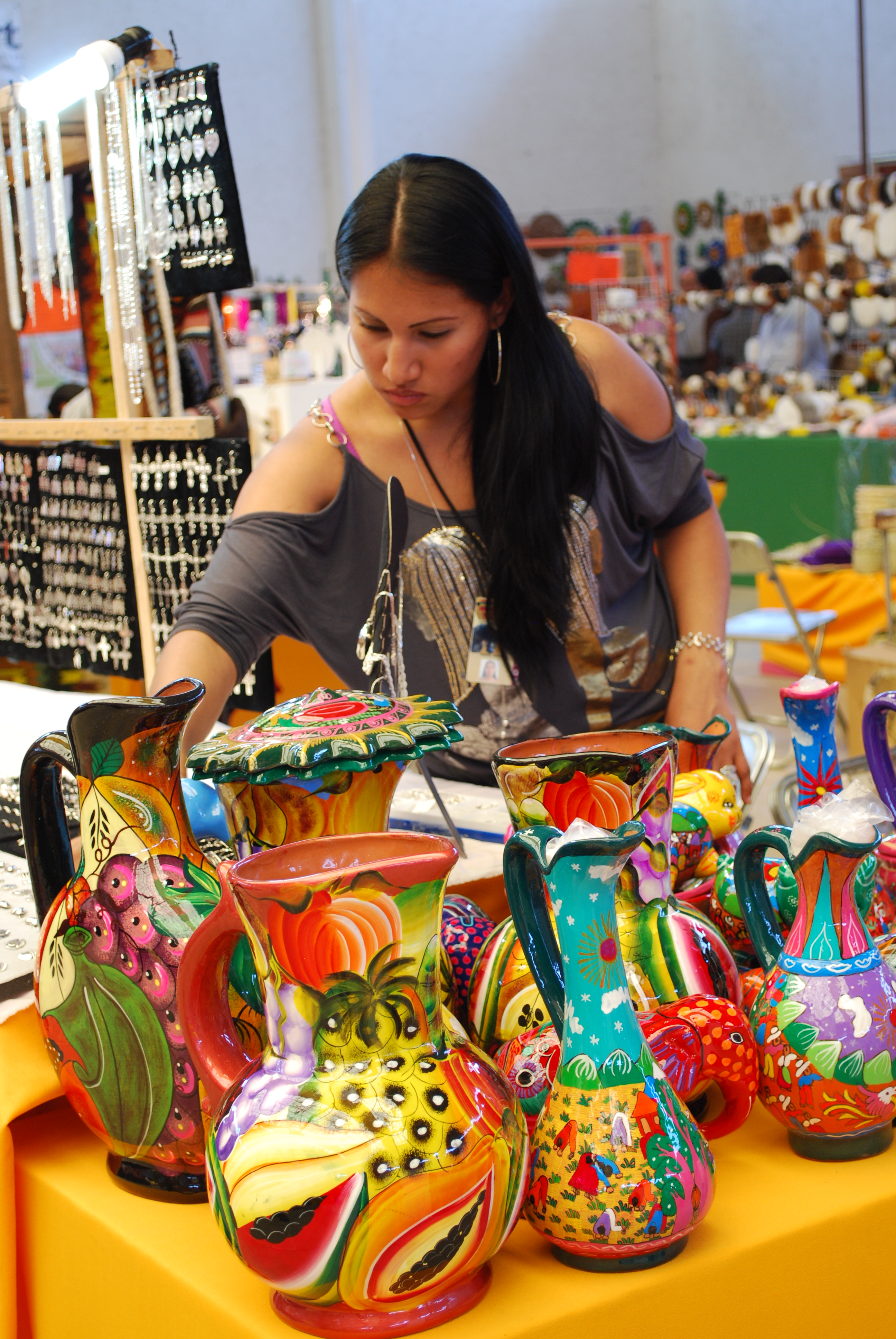
Femme vendant des articles de poterie à la Feria de Texcoco, à Texcoco, dans l'État de Mexico.

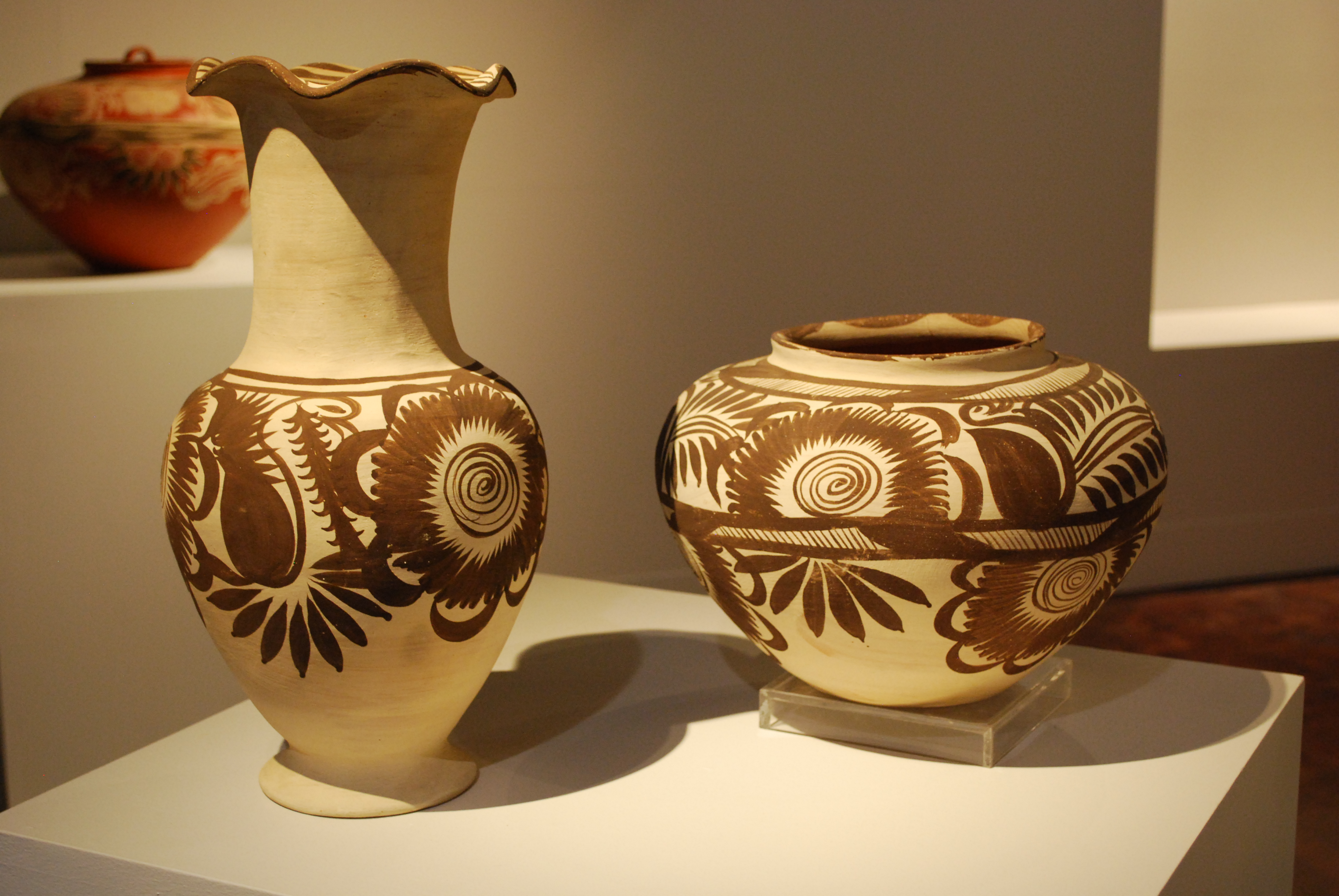
Poterie contemporaine de Nicolas Vita Hernandez de, Huejutla de Reyes, dans l'État d'Hidalgo. au Mexique, lors d'une exposition temporaire sur l'artisanat Hidalgo au Museo de Arte Popular de Mexico.

L'histoire de la céramique au Mexique remonte à des milliers d'années avant la période précolombienne, lorsque les arts céramiques et l'artisanat de la poterie se développent avec les premières civilisations et cultures avancées de Mésoamérique. À une exception près, les marchandises préhispaniques ne sont pas émaillées, mais plutôt brunies et peintes avec des lamelles d'argile fine colorée. On ne connaît pas non plus le tour de potier ; les pièces sont façonnées par moulage, enroulement et d'autres méthodes.
Après l'invasion espagnole et la conquête, les techniques et les dessins européens sont introduits, anéantissant presque toutes les traditions indigènes. Celles-ci subsistent dans quelques objets de poterie tels que les comals, et l'ajout d'éléments de design indigènes dans la plupart des motifs européens. Aujourd'hui encore, la céramique est produite à partir d'objets traditionnels tels que la vaisselle, les ustensiles de cuisine et de nouveaux objets tels que les sculptures et l'art populaire. Malgré la notoriété des précédents, la majorité des articles en céramique produits dans le pays sont des carreaux de sol et de mur ainsi que des accessoires de salle de bains. Le Mexique a un certain nombre de traditions artisanales bien connues dans le domaine de la céramique, dont la plupart se trouvent au centre et au sud du pays. Les talaveras de Puebla, la majolique de Guanajuato, les différentes marchandises de la région de Guadalajara et le barro negro d'Oaxaca en sont des exemples. Un ajout plus récent est la production de Mata Ortiz ou Paquimé dans l'état de Chihuahua. Bien que le nombre d'artisans diminue en raison de la concurrence des articles produits en série, la production d'art populaire et de beaux-arts joue toujours un rôle important dans l'économie mexicaine et la production de poterie en général est toujours importante pour la culture mexicaine.

## Histoire

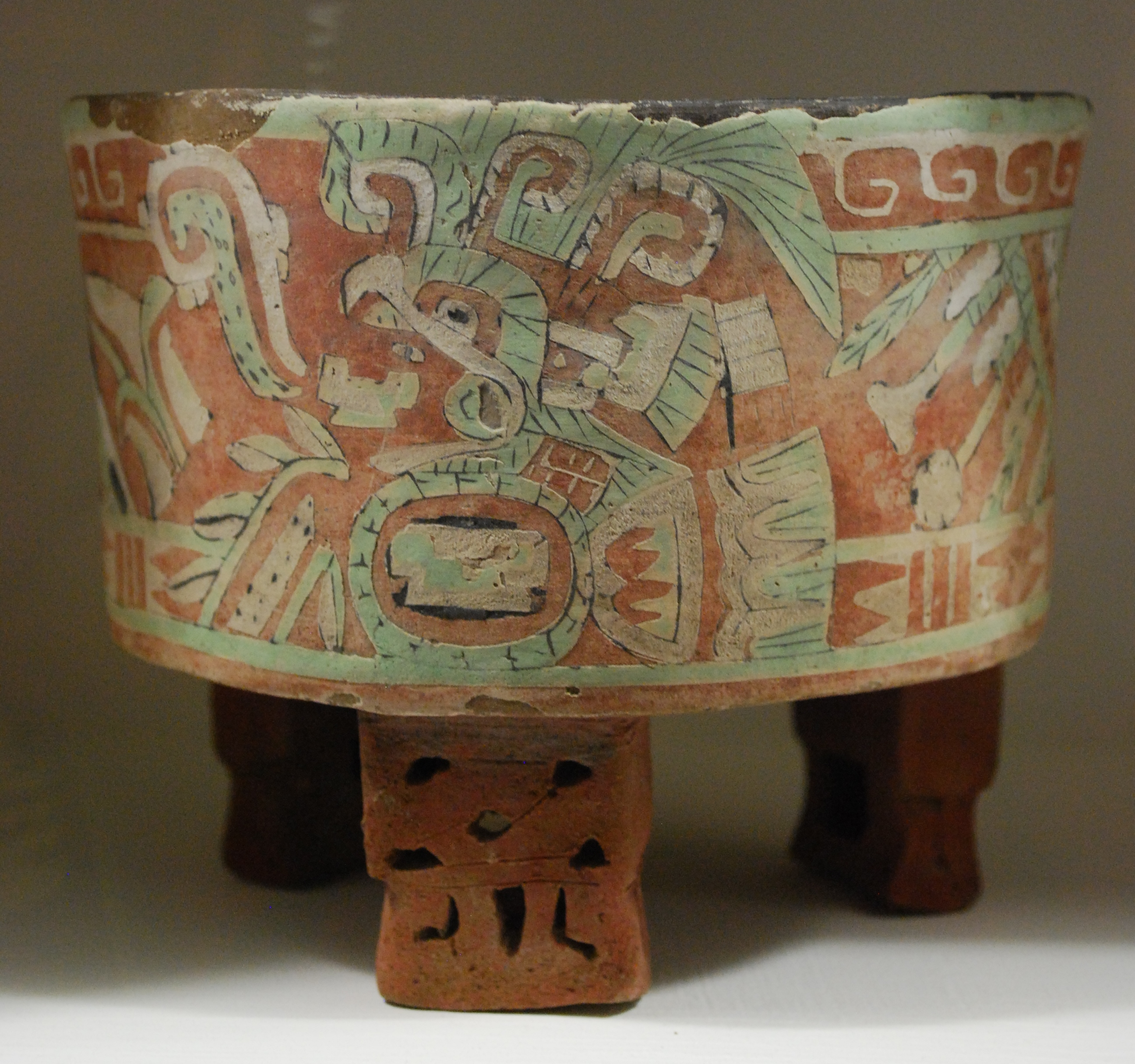
Vase en céramique préhispanique exposé au Musée Anahuacalli de Mexico.

La fabrication de la faïence, qui commence à remplacer les ustensiles en pierre au Mexique, débute autour de la période Purrón (2300-1500 av J.-C.). Beaucoup de ces premières céramiques ont la forme d'une calebasse ou d'une courge, vestige de l'époque où ces légumes sont utilisés pour transporter des liquides. Cette faïence est devenue une tradition de la poterie qui utilise surtout de l'argile finement recouverte d'une fine barbotine. La plupart des argiles au Mexique ont besoin d'être tempérées pour réguler l'absorption de l'eau, à l'exception notable de l'argile utilisée dans la céramique orangée fine (es) de la côte du Golfe.

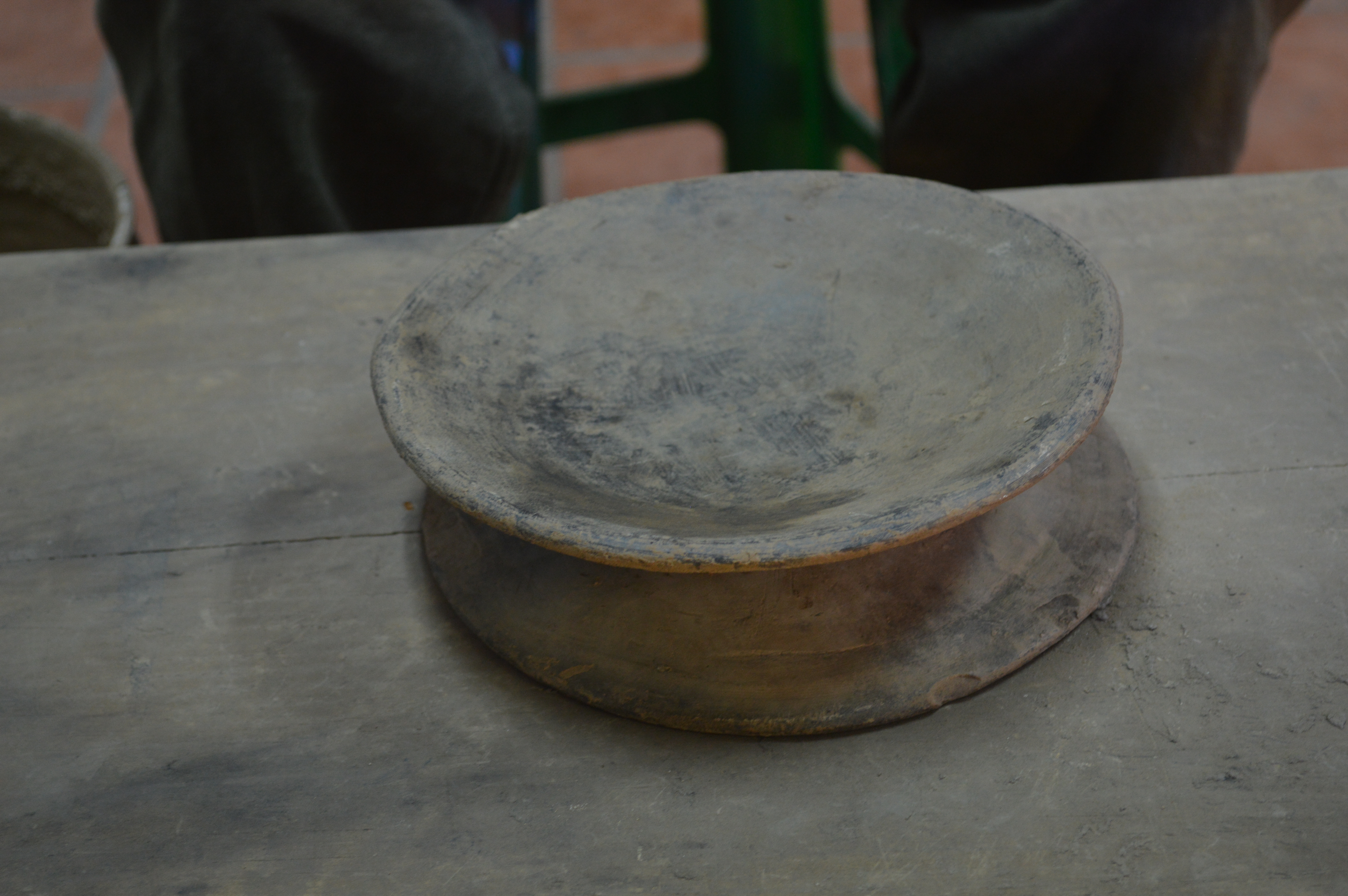
Exemple d'un tour de potier « proto » à l'atelier Carlomagno Pedro Martínez à San Bartolo Coyotepec, dans l'état de Oaxaca.

Les récipients préhispaniques sont façonnés par modélisation, enroulement ou moulage. À l'exception d'une roue utilisée par les Zapotèques, le tour de potier est inconnu jusqu'à la conquête espagnole. Les pots à pincement simples ou les pots en spirale sont généralement fabriqués par la famille, avec de plus grandes pièces moulées fabriquées par des artisans. Les premières pièces moulées sont simplement de l'argile pressée contre un bol préexistant, mais des moules doubles et le coulage en barbotine sont utilisés pour fabriquer des bols avec des décorations en relief. Des exemples célèbres de ce type existent dans les États de Tlaxcala et de Puebla. De nombreuses figurines sont également réalisées à l'aide de moules. Parfois, les récipients sont faits de plusieurs pièces moulées dont la partie supérieure est finie par enroulement.
À une exception près, les pièces préhispaniques ne sont pas émaillées, mais la finition est réalisée à l'aide d'une lame en argile extrêmement fine. Cette barbotine contient souvent des pigments minéraux ajoutés pour la couleur, qui peuvent être additionnés avant et/ou après la cuisson. Les cuissons se font à ciel ouvert ou dans une fosse. Les figurines sont souvent faites dans le foyer familial. Les marmites sont cuites dans un tas placé sur le sol ou dans une fosse et recouvertes de bois. L'utilisation de cette méthode de cuisson conduit le plus souvent à une cuisson incomplète des casseroles, à l'exception notable de la céramique orangée fine (es).
La seule vaisselle émaillée de Mésoamérique s'appelle plumbate (es). Elle est émaillée avec une fine barbotine mélangée à du plomb et cuite selon une technique spéciale. Elle n'est produite que pendant une courte période et son apparition marque le début de la période post-classique dans de nombreux sites archéologiques.
Il y a plus de trente méthodes connues qui sont utilisées pour décorer les céramiques préhispaniques, y compris le pressage de motifs dans l'argile avec des textiles, l'utilisation de tampons à bascule, ou le pressage d'articles tels que des coquillages et l'utilisation de bâtons pointus. Diverses façons de mettre et de conserver les couleurs pendant et après la cuisson sont également employées. Les dessins ou modèles se répartissent généralement en quatre catégories : géométriques, réalistes ou naturalistes (animaux et personnes généralement stylisés), symboliques et pictographiques. La plupart des dessins et modèles sont liés à d'autres métiers d'art et à des œuvres artistiques telles que les peintures murales. Tous ces styles et méthodes de poterie peuvent encore être trouvés dans le Mexique moderne.

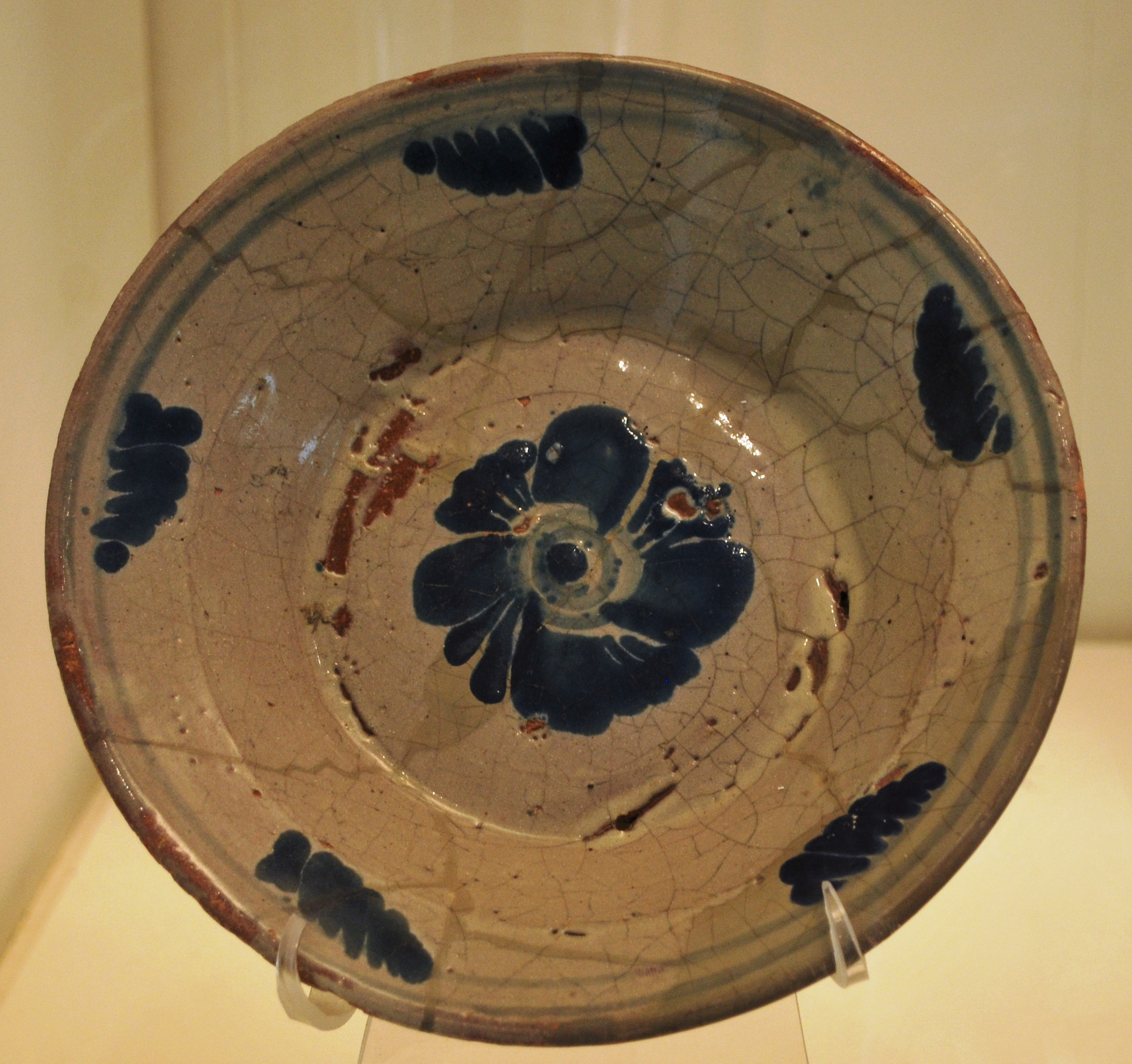
Plat du XVIIe ou XVIIIe siècle de Puebla.

La conquête espagnole introduit les traditions européennes de la poterie et a de graves répercussions sur les traditions autochtones. Certaines formes de poterie survivent intactes, comme les comals, les broyeurs (molcajete), les bols et ustensiles de cuisine de base et les encensoirs. Ceux-ci sont faits principalement en orange clair et certains sont colorés en rouge et en noir. Toutes les figurines préhispaniques, puisqu'elles sont presque toujours liées à la religion, disparaissent et sont remplacées par des images de la Vierge Marie, des anges, des frères, des soldats, des démons et des animaux de ferme européens comme les chiens, le bétail et les moutons. L'effet majeur sur la production est l'introduction du tour de potier, du four fermé, des émaux au plomb et de nouvelles formes telles que les chandeliers et les pots d'olives. L'importation de céramiques européennes et asiatiques affecte surtout les styles de décoration des produits locaux. L'impact de ces changements se fait sentir le plus tôt et le plus fortement dans les hautes terres du centre du Mexique, dans la ville de Mexico et ses environs. Alors que certains articles de style préhispanique traditionnel sont encore produits au début de la période coloniale, leur qualité et leur esthétique chutent de façon spectaculaire jusqu'à ce qu'ils disparaissent presque complètement.
La vaisselle de style européen, en particulier la vaisselle émaillée, produite par des artisans autochtones, commence au début de la période coloniale, mais est mal faite avec seulement deux couleurs, le vert et l'ambre. La plupart des éléments décoratifs sont estampés avec des motifs mixtes espagnols et indigènes. Les formes les plus courantes sont les cruches, les pichets et les bols, tous destinés à un usage quotidien. Au fil du temps, la production d'articles émaillés en majolique, dont l'importation en provenance d'Europe est coûteuse, se développe et est réglementée au milieu du XVIIe siècle. Le meilleur est produit à Puebla, mais aussi à Mexico, Guadalajara, Aguascalientes et ailleurs. Ces pièces ont principalement un fond de couleur blanche ou crème avec des motifs peints sur eux dans une ou plusieurs couleurs. Pendant le reste de la période coloniale, les styles indigènes continuent à se détériorer dans toute la Nouvelle-Espagne, tandis que les influences étrangères d'Europe, d'Asie et du Moyen-Orient modifient la décoration. Au moment de la guerre d'indépendance du Mexique, la majolique mexicaine est exportée dans tout le Nouveau Monde et chasse la version espagnole du marché. Cependant, cette domination ne dure pas longtemps avant que la faïence de Delft moins chère et les produits asiatiques n'exercent une pression sur l'industrie au XIXe siècle. Le Mexique continue d'importer et de copier des styles de la France et de l'Angleterre tout au long du XXe siècle ; cependant, il y a des innovations autochtones au cours du siècle et demi dernier.

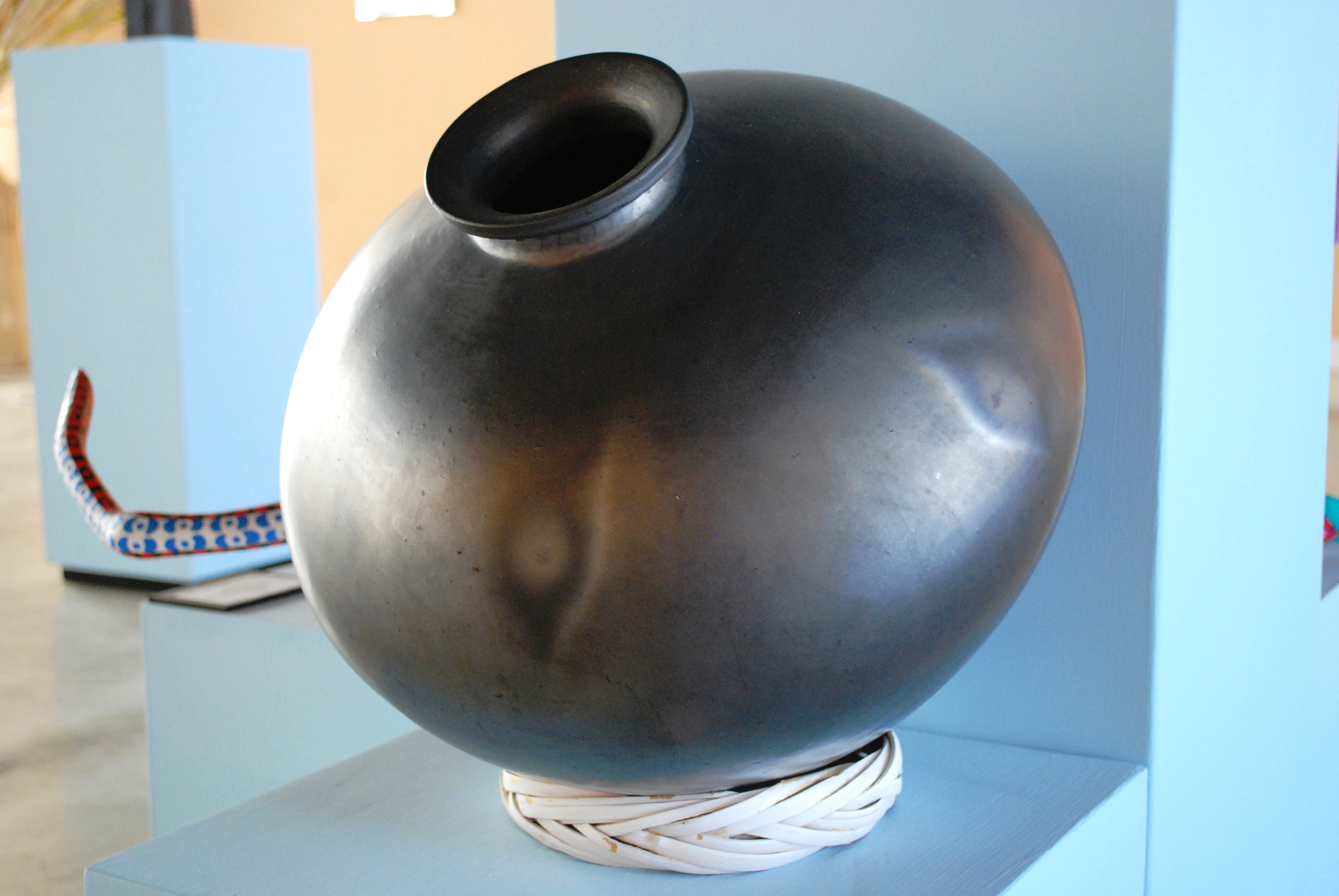
Cruche en argile noire cantaro au musée d'État de l'art populaire d'Oaxaca.

La plupart des poteries produites dans le centre du Mexique sont cuites à basse température (bas feu) et recouvertes d'une glaçure faite de plomb et d'autres minéraux,. Cela parce que le plomb fusionne et produit un éclat à une température de cuisson inférieure à 800 °C, alors que les alternatives exigent des températures deux fois plus élevées. L'utilisation du plomb dans ces produits donne lieu à des mises en garde en matière de santé au Mexique et aux États-Unis, les risques étant connus dès la fin du XIXe siècle. Le plomb provenant de la glaçure a tendance à s'infiltrer dans les aliments après un usage répété. L'utilisation de ce type d'articles est liée à des taux sanguins élevés chez les enfants de Mexico, Oaxaca et d'autres endroits et à des taux très élevés chez les enfants de potiers. La teneur en plomb est la plus élevée dans la poterie d'Oaxaca. Elle bloque la plupart des céramiques produites en milieu rural sur le marché américain, où elles pourraient atteindre des prix beaucoup plus élevés.
Dans les années 1990, le Fonds national pour le développement de l'artisanat (FONART), une entité gouvernementale qui fait la promotion de l'artisanat et plusieurs organisations non gouvernementales travaillent à la production d'un émail sans plomb de remplacement qui fonctionne avec les céramiques à basse température. Cette glaçure est à base de bore. Ils travaillent également pour que les artisans installent des ventilateurs dans leurs fours afin de rendre la combustion plus efficace. Cela permet d'estamper une grande partie des céramiques à basse température, sans plomb, et de les exporter,.
Cependant, les chercheurs trouvent du plomb dans des articles estampillés « sin plomo » (sans plomb). Même si la glaçure au bore coûte moins cher que la glaçure au plomb traditionnelle, de nombreux potiers refusent de changer de tradition. En tout, seulement la moitié des potiers mexicains le font. Dans certains endroits, le problème est le manque d'information sur les émaux et, dans d'autres, les artisans affirment qu'ils ont besoin du soutien financier du gouvernement, surtout pour les options qui justifient un four au gaz. Un autre problème est que beaucoup ne font pas confiance au gouvernement et ignorent les avertissements.

## Production de poterie

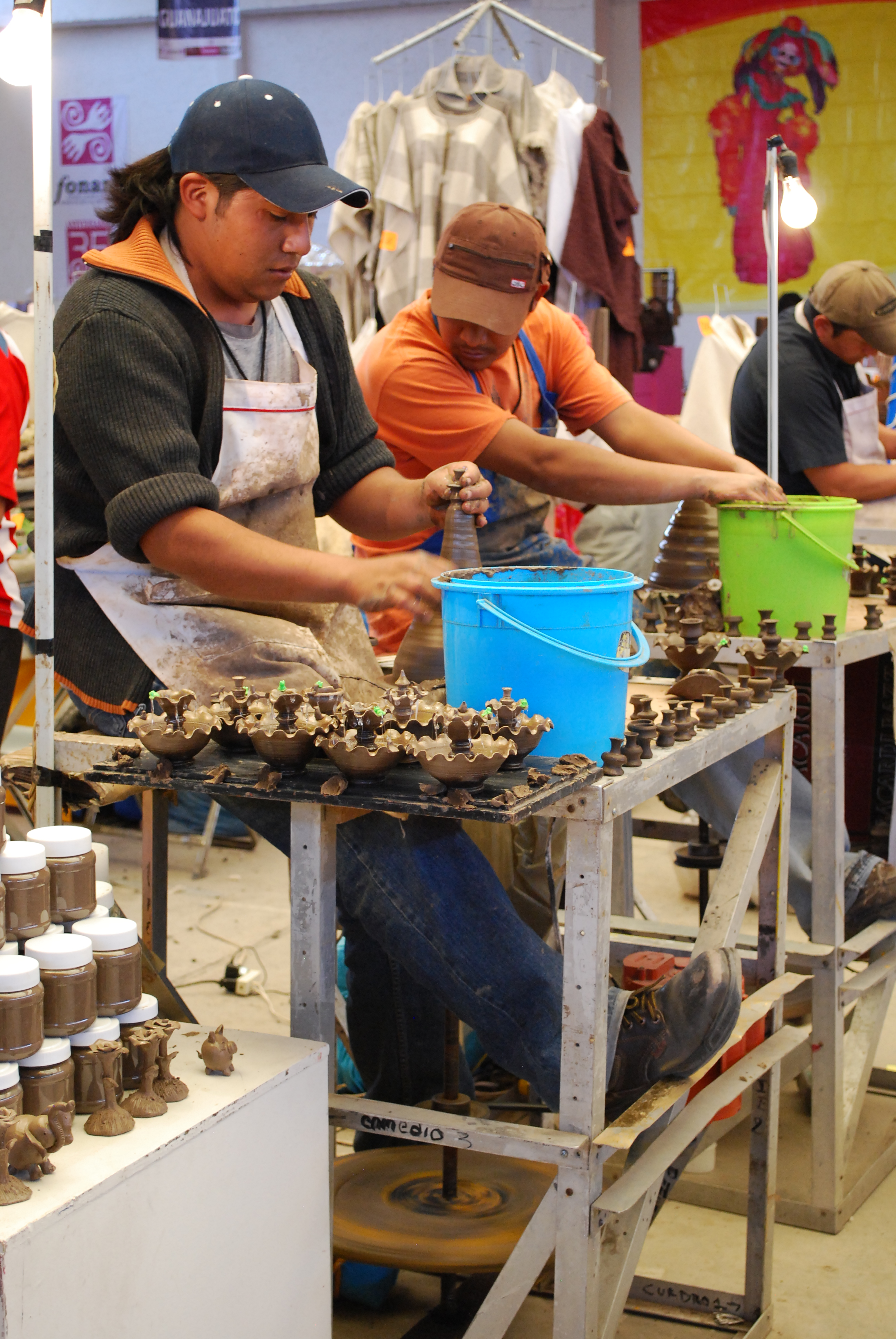
Les potiers à l'œuvre dans la section artisanale de la Feria de Texcoco.

La céramique est l'artisanat le plus pratiqué au Mexique. La forme et la fonction des pièces varient de simples comals, utilisés pour la fabrication de tortillas à des sculptures élaborées appelées Arbres de vie. Les formes les plus élémentaires, comme les comals, les cazuelas (un type de marmite à ragoût), les bols simples et autres ustensiles de cuisine et de rangement, sont encore basées sur des motifs et formes autochtones. Les céramiques décoratives et les figures sont presque entièrement dominées par les traditions européennes, en particulier dans le centre du Mexique. Dans certains cas, il y a un mélange de traditions, surtout dans les motifs décoratifs où les éléments indigènes sont combinés avec des éléments européens.
Une tradition relativement nouvelle dans le domaine de la céramique est appelée « art populaire ». Ces pièces sont surtout décoratives, comme les figurines, les tuiles et les articles fins comme les casseroles, les tasses à thé et les plats. Ces produits sont destinés à la classe supérieure mexicaine, au marché international et, dans une certaine mesure, aux touristes. La production d'art populaire est encouragée par le gouvernement à tous les niveaux, et un grand nombre d'artisans signent maintenant au moins leurs meilleures pièces. Bien que ce segment du marché garde des liens avec le passé, il est également sensible aux tendances de la mode. Cela conduit à expérimenter de nouveaux éléments décoratifs et à la disparition de ceux qui ne se vendent pas.

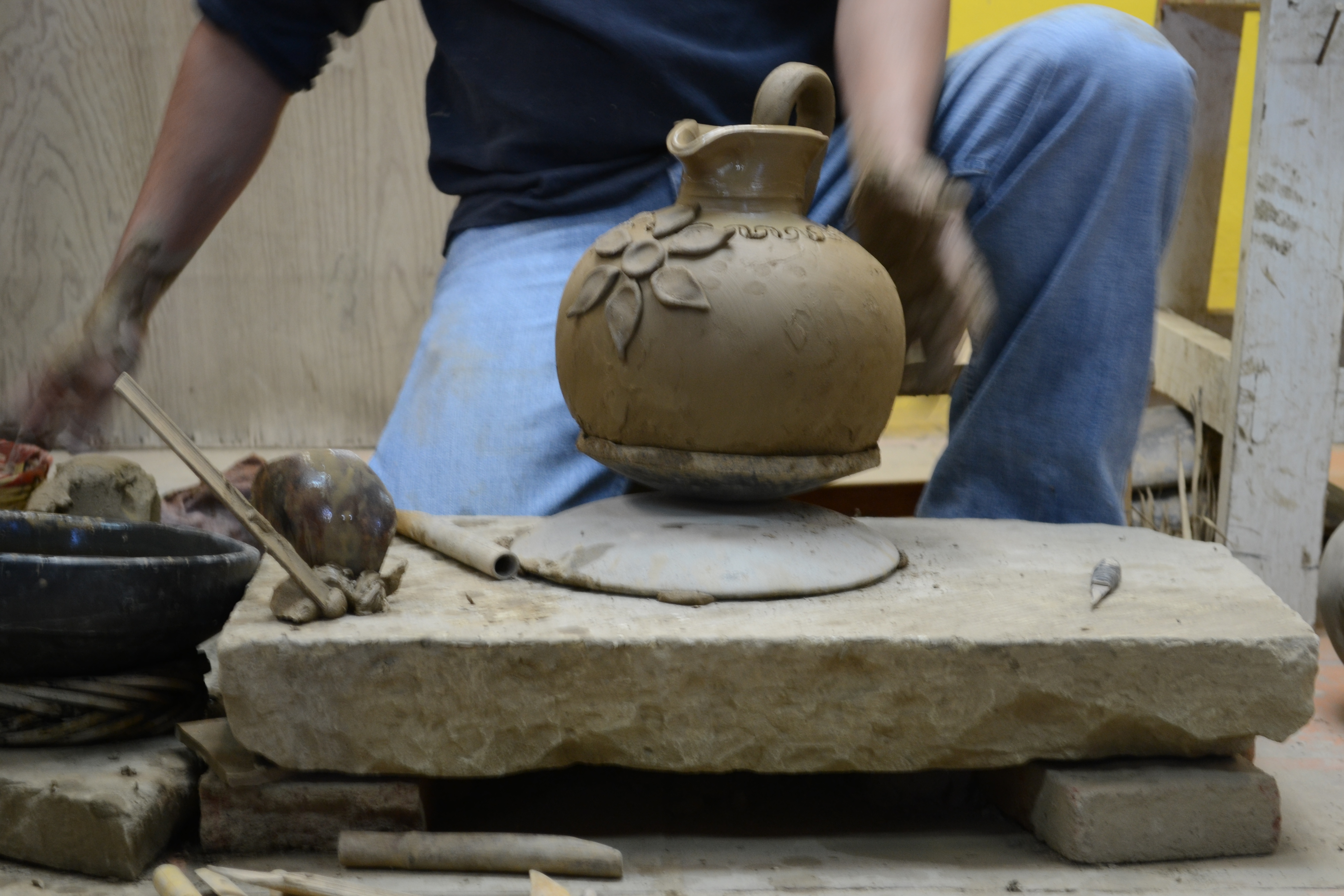
Réalisation d'une pièce de poterie barro negro à San Bartolo Coyotepec, dans l'état de Oaxaca

Les imperfections dans les œuvres sont moins tolérées sur les marchés mexicains locaux que sur certains marchés étrangers. La raison en est que la production mécanisée de copies presque parfaites est encore un phénomène relativement nouveau, de sorte que les imperfections qui montrent que quelque chose est fait à la main n'ont pas le charme qu'elles auraient dans les pays plus industrialisés.
La plupart des potiers travaillent dans des ateliers familiaux, et tout le monde participe au processus. Les familles qui fabriquent de la poterie ont tendance à garder le secret sur leurs pratiques et coopèrent rarement avec des personnes extérieures à la famille pour tout aspect du processus de fabrication de la poterie. La superstition peut entourer le processus, en particulier la cuisson, les potiers prenant soin d'éviter « le mauvais œil » des voisins et de construire de petits sanctuaires et de faire des bénédictions chrétiennes et indigènes. Les hommes et les femmes moulent les pièces, mais ce sont généralement les hommes qui font les plus grosses, en raison du poids, et qui font la cuisson. Les enfants commencent à travailler l'argile vers l'âge de six ans, en moulant des éléments décoratifs. Ils commencent habituellement à mouler des pièces vers l'âge de quatorze ans, les maîtrisant à dix-huit ans environ. Le chef masculin d'un atelier familial, dont le but premier est l'instruction et la supervision, est souvent à l'âge de la retraite. Cependant, bon nombre de ces ateliers disparaissent à mesure que les aînés cessent de travailler à temps plein et que les enfants cherchent d'autres carrières plus rentables.
Les potiers mexicains utilisent généralement des argiles locales, les déterrant eux-mêmes ou payant quelqu'un pour les apporter à dos d'âne ou par camion. Le type de trempe utilisée varie selon l'endroit, allant du duvet de quenouille à Metepec, au sable à Acatlán de Osorio ou au kapok à Ameyaltepec pour donner à l'argile la bonne consistance et éviter que le produit final ne se fissure. Dans certains cas, on utilise du feldspath. L'argile se présente sous forme de morceaux qui doivent être séchés puis broyés à l'aide d'une pierre à rouler ou d'un fléau. Quelques potiers de Metepec mettent les morceaux dans la rue devant leur maison et laissent les voitures rouler dessus. Une autre façon d'éliminer les impuretés et d'utiliser les plus fines est de disperser l'argile dans l'eau, les impuretés et les sédiments plus grossiers tombant au fond.

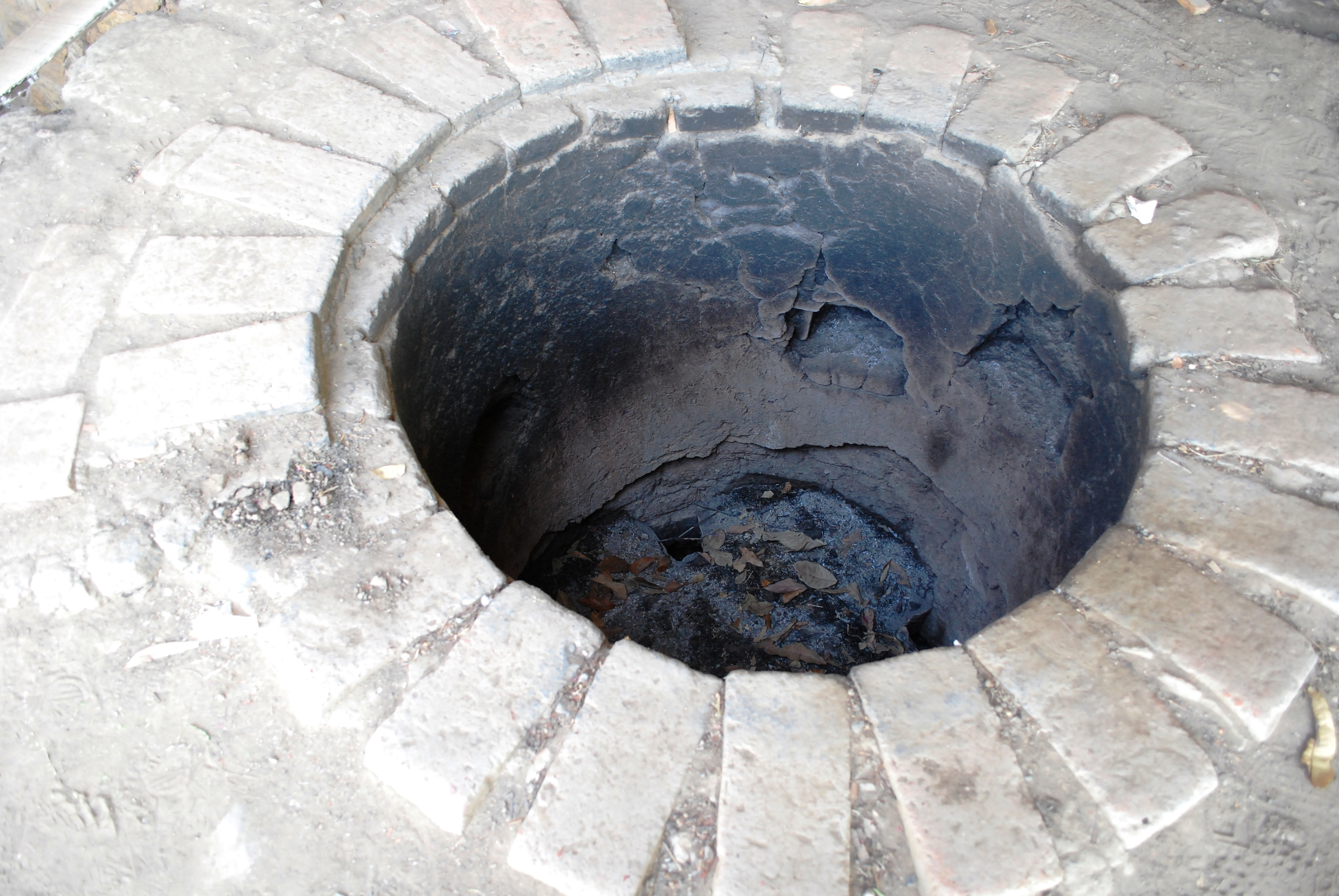
Vue du four utilisé dans l'atelier Doña Rosa à San Bartolo Coyotepec, dans l'État de Oaxaca.

Toutes les méthodes utilisées à l'époque préhispanique, ainsi que le tour de potier, sont encore utilisées pour la fabrication des pièces. L'enroulement se limite généralement à la finition d'une pièce qui est d'abord pressée dans un moule. Le moulage est la façon la plus courante de former des récipients fermés. La plupart de ces moules sont concaves ou convexes, l'argile étant pressée contre l'intérieur ou l'extérieur du moule. Parfois, on verse de l'argile liquide dans des moules en plâtre. Les roues de potier sont le plus souvent utilisées dans certains ateliers, et souvent pour faire rapidement une succession de petites vaisselles. Leur utilisation est plus courante à Guanajuato et à Jalisco que dans d'autres régions du pays. Dans de nombreux endroits, la roue est actionnée au pied, à l'aide d'une roulette, plutôt qu'à l'électricité. Des volants tournés à la main sont également utilisés. À Oaxaca, un type de proto-roue est utilisé par les Zapotèques depuis l'époque pré-hispanique. Il s'agit d'une soucoupe équilibrée sur une soucoupe inversée qui est tournée pour aider à façonner la pièce. Elle est le plus souvent utilisé pour la poterie barro negro fabriquée à San Bartolo Coyotepec.
Les pièces émaillées et polies sont fabriquées au Mexique moderne, avec des émaux au plomb et sans plomb. Si la pièce doit être polie, elle est généralement recouverte d'une barbotine, puis polie avec une pierre ou un morceau de métal. Les traditions autochtones et européennes de la poterie emploient toutes deux la décoration, qui peut varier de simples changements de couleur à des images et des dessins élaborés peints sur et/ou pressés dans la pièce. Les potiers fabriquent autrefois eux-mêmes les colorants, mais aujourd'hui, la plupart d'entre eux utilisent des produits chimiques achetés.
Traditionnellement, les pièces sont cuites dans des fours à bois ou simplement dans une pile de bois. Il s'agit d'une méthode à feu doux car les températures atteintes ne dépassent pas les 800 °C,. Les meilleurs fours à bois et à gaz peuvent atteindre des températures entre 900 et 1 000 °C, ce qui n'est pas encore très élevé, mais permet l'utilisation d'un plus grand nombre de types d'émaux à faible teneur en plomb ou sans plomb. Une autre raison de ces températures plus élevées est que le bois se fait rare dans certaines régions du Mexique et que les fours à gaz atteignent facilement ces températures, qui produisent de meilleures pièces.
Les argiles nécessitant des températures de cuisson plus élevées, comme le grès, sont introduits à la fin des années 1950 alors qu'ils existent ailleurs depuis des siècles. Ces produits sont considérés comme étant beaucoup plus fins que ce qui peut être obtenu à des températures plus basses. Un pionnier dans la fabrication du grès au Mexique est Jorge Wilmot, qui commence avec Ken Edwards dans les années 1950 et 1960. Plus tard, un groupe de la ville de Mexico, se faisant appeler Cono 10, commence à expérimenter le grès. Bien qu'il n'existe plus, son travail, en tant que groupe, et plus tard en tant qu'individus, a un effet significatif sur le développement du grès au Mexique. Les céramiques cuites à des températures plus élevées suscitent l'intérêt du gouvernement, en particulier du Fonds national pour le développement de l'artisanat (FONART), dans les années 1970. Cette agence crée des installations appropriées dans différentes régions du pays et forme des potiers aux techniques. Beaucoup d'entre eux créent ensuite leurs propres ateliers. Le grès est encore relativement rare et, contrairement à d'autres formes de poterie, il est généralement fabriqué par des professionnels instruits plutôt que par des habitants des zones rurales. Parmi les ateliers de grès les plus connus figurent ceux de Hugo Velazquez à Cuernavaca, Taller Tecpatl à Guanajuato, Alberto Diaz de Cossio, Graziella Diaz de Leon et Francisco Javier Servin M., tous trois de Mexico.

## Principales traditions de la poterie au Mexique

### Oaxaca

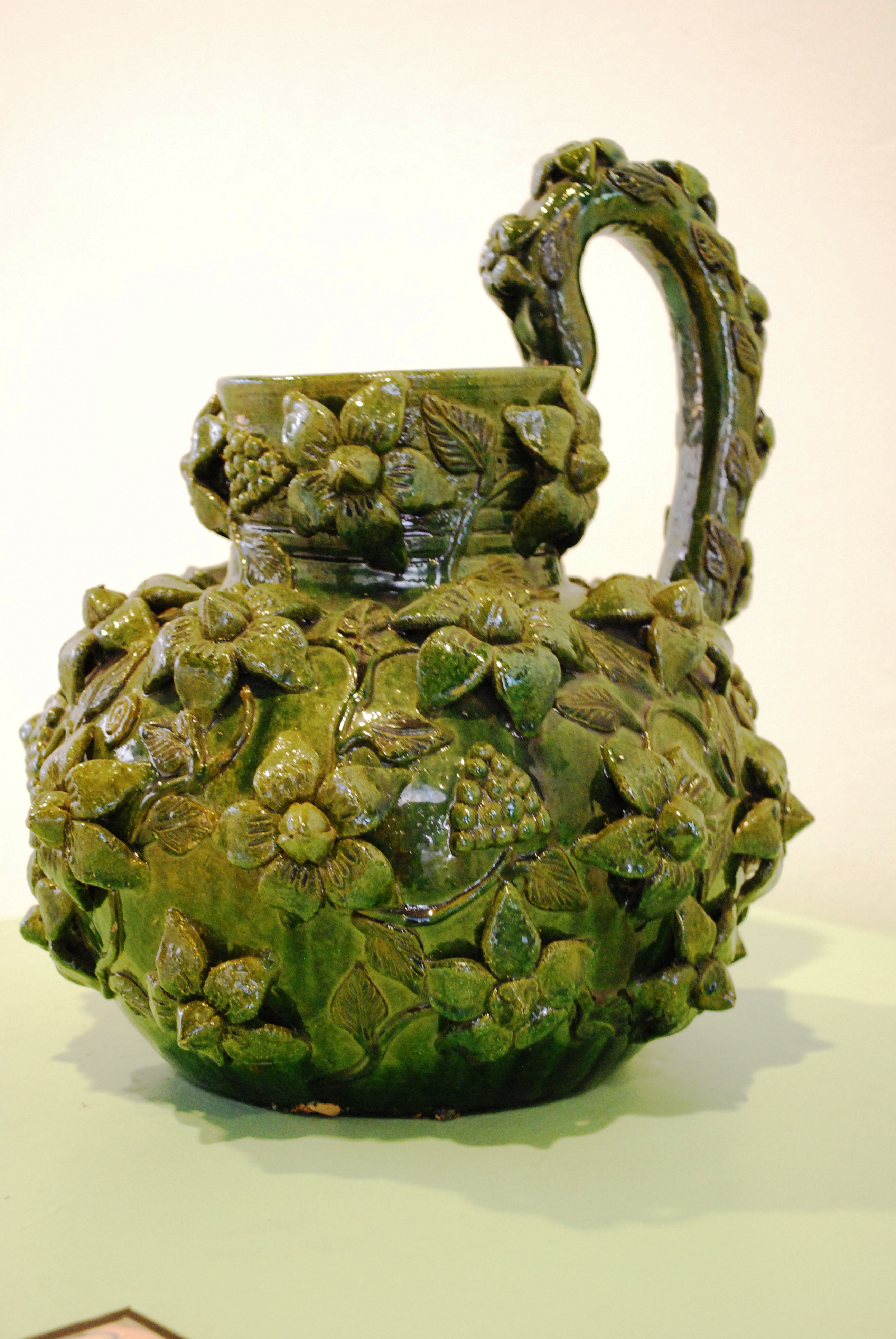
Exemple de la vaisselle émaillée verte de Santa María Atzompa.

Dans de nombreuses régions de l'état d'Oaxaca, on produit à la fois des poteries fonctionnelles et décoratives et des pièces en céramique. La plupart des potiers vivent dans la région des vallées centrales de Oaxaca, où se trouvent certaines des traditions les plus connues. Les potiers les plus traditionnels vivent dans de petits villages ruraux comme San Marcos Tlapazola (es) et Vista Hermosa Tonaltepec. Ce dernier est un village zapotèque d'une douzaine de familles qui fabriquent des ustensiles de cuisine très simples, mais légers, de couleur terre. La majeure partie de cette poterie est vendue à d'autres villages locaux, mais un petit marché régional et international pour ce type de poterie apparaît également. De nombreux villages du Oaxaca, comme San Marcos Tlapazola, sont presque dépourvus d'hommes en âge de travailler, la plupart étant partis travailler aux États-Unis. Beaucoup de femmes commencent à faire de la poterie pour compléter ce que leur mari leur envoie. Une grande partie de l'œuvre est vendue dans les grandes villes, soit par les potiers individuellement, soit ensemble en tant que coopérative. La coopérative de Tlapazola vend et expose ses produits sur les marchés et dans les concours dans différentes régions du Mexique. La plus grande partie de l'argile provient d'une source locale et, en général, cette source est gardée secrète. Malgré leur prix, aussi bas que trente pesos pour une casserole, une grande partie des ustensiles de cuisine traditionnels indigènes sont remplacés par des casseroles et des poêles produites en masse dans les zones rurales. Moins de jeunes se lancent dans le commerce, surtout parce que beaucoup d'entre eux veulent vivre en ville. Une grande partie de la fabrication de poterie à Oaxaca est passée de la poterie fonctionnelle à la poterie décorative qui attire les marchés étrangers et les touristes.
Certains artisans d'Oaxaca puisent dans l'utilisation native des couleurs vives et du réalisme magique présents dans les œuvres modernes telles que celles de Rufino Tamayo et Francisco Toledo. D'autres ont une vision du monde qui mélange les croyances et les traditions autochtones avec la foi catholique. La plupart des potiers ne peuvent pas rivaliser avec les articles bon marché et produits en série, si bien qu'un grand nombre d'entre eux se tournent vers l'art populaire de haut niveau et des pièces uniques en leur genre. D'autres sont inspirés à regarder leurs propres cultures anciennes et à s'en servir pour créer des œuvres vendables. De telles coopératives attirent l'attention des céramistes japonais et du financier milliardaire Alfredo Harp Helú, qui fournit des capitaux d'amorçage, des conseils commerciaux et des débouchés pour montrer leurs produits à l'étranger. Malgré cela, devenir rentable n'est pas encore facile.
Beaucoup de potiers zapotèques utilisent encore la roue zapotèque pour donner forme à leurs pièces. Ce n'est pas un tour de potier en soi. Il s'agit d'un disque ou d'une plaque en équilibre sur un autre inversé. On donne à la pièce sa forme de base par enroulement ou moulage, puis on la termine en la tournant sur le disque. Le disque avec la vaisselle en cours est tourné uniquement avec les mains, ce qui demande un certain équilibre et de l'habileté.
Une façon courante de décorer les pièces céramiques les plus simples de l'Oaxaca s'appelle « chorreada » (coulant). Les pièces sont d'abord cuites avec une glaçure transparente. Ensuite, on applique une deuxième glaçure avec des oxydes de couleur et on la laisse couler là où elle le peut,. Ce double vitrage est similaire à la production de la majolique du XIXe siècle, une forme de poterie plus importante dans le centre du Mexique. L'utilisation d'images en relief sur des objets en argile est également adaptée à des récipients plus traditionnels, l'image étant souvent colorée différemment du fond.

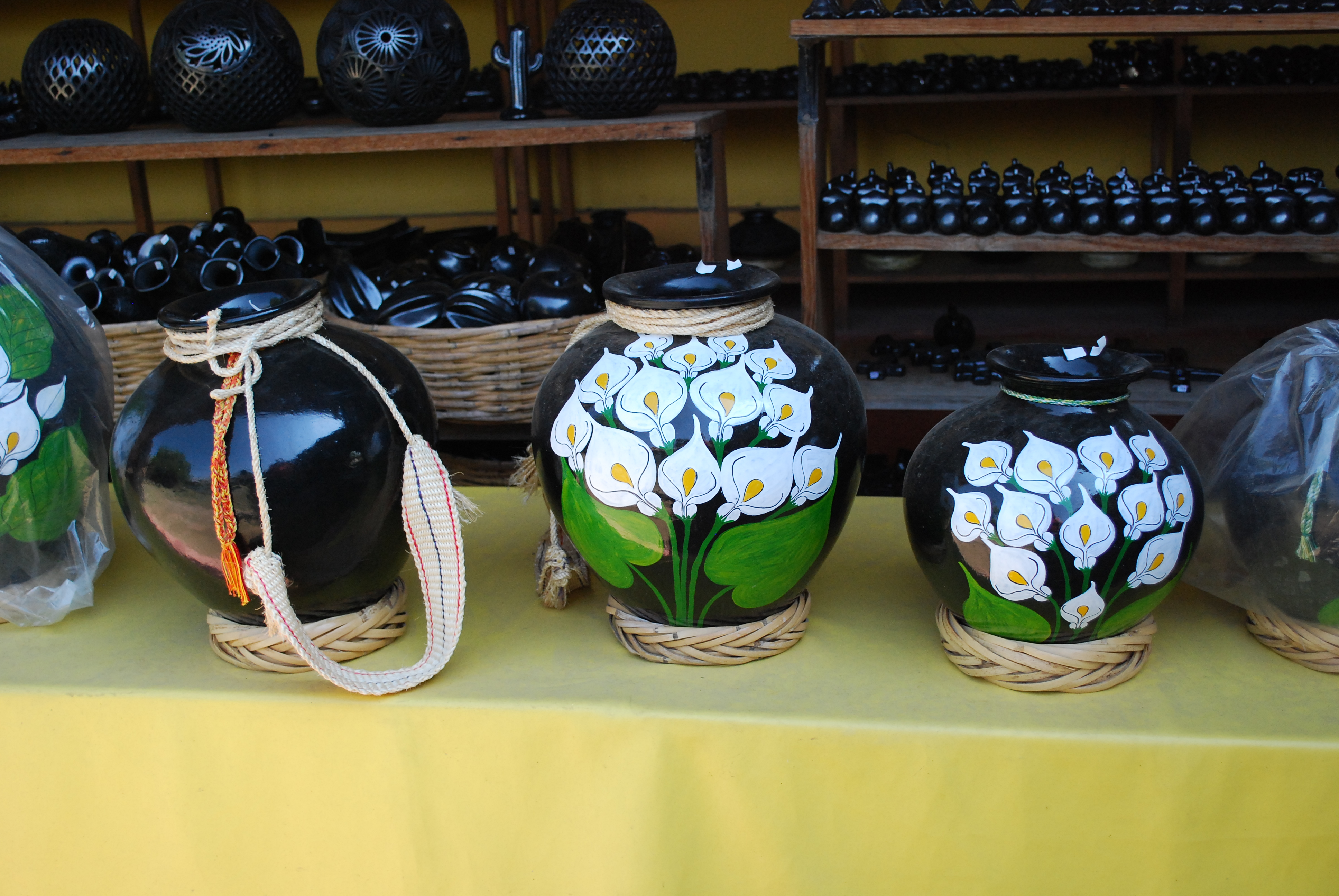
Marchandises en vente à l'atelier Doña Rosa de San Bartolo Coyotepec, dans l'état d'Oaxaca.

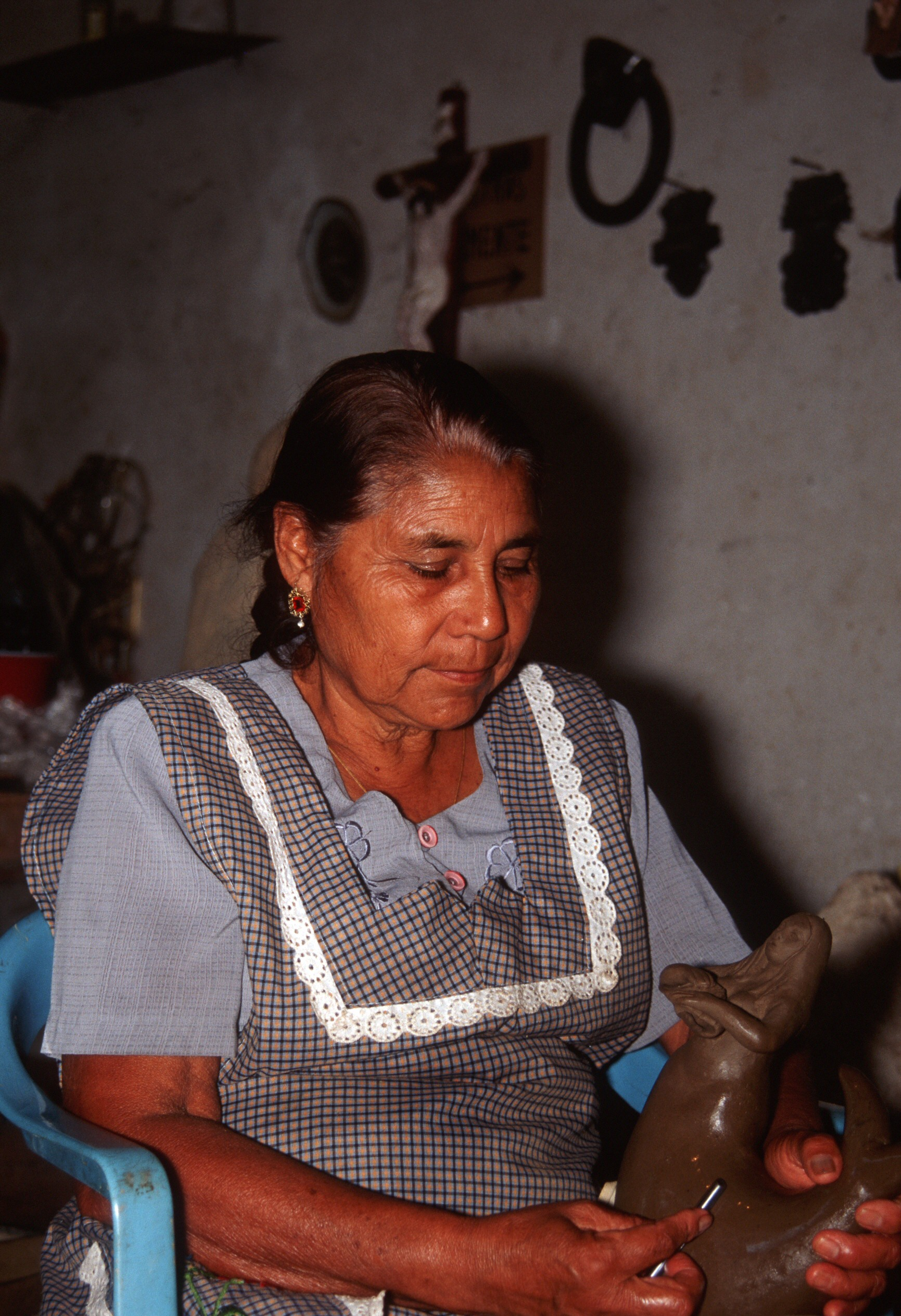
Glafira Martinez Barranco

Les deux traditions de poterie les plus connues sont le barro negro et les pièces à glaçure verte de Santa María Atzompa. La poterie barro negro (argile noire) est un style de poterie qui se distingue par sa couleur, son éclat et ses motifs uniques, et est le plus souvent associée à la ville de San Bartolo Coyotepec. Les origines de ce style de poterie remontent à l'époque du Monte Albán et, pendant presque toute son histoire, il n'est disponible que dans un fini noir gris mat. Dans les années 1950, une potière du nom de Doña Rosa trouve un moyen de donner à la poterie un lustre noir métallique en la polissant. Cet aspect rendu la poterie beaucoup plus populaire,. Alors que les techniques et les dessins de la Doña Rosa sont aujourd'hui largement copiés à Oaxaca, l'atelier original existe toujours, avec son fils Valente Nieto Real qui y fabrique encore des pièces à soixante-dix ans. Depuis les années 1980 jusqu'à nos jours, un artisan du nom de Carlomagno Pedro Martínez fait la promotion d'objets réalisés de cette façon avec des sculptures de barro negro, qui sont exposées dans de nombreux pays.
La ville de Santa María Atzompa est connue pour sa poterie à glaçure verte en jade, fabriquée de la même façon depuis des générations. La couleur provient du vernis au monoxyde de plomb qui lui est appliqué. La tradition de la poterie d'Atzompa avant la Conquête est similaire à celle d'autres colonies de la région, mais après l'introduction par les Espagnols des techniques d'émaillage, la variation verte est adoptée et change peu depuis. Jusqu'au milieu du XXe siècle, la vaisselle est assez populaire pour être expédiée dans toutes les régions du Mexique et même aux États-Unis. Toutefois, les restrictions imposées à la poterie contenant du plomb ont depuis lors dégonflé ce marché, qui n'est pour la plupart vendu que localement. Malgré le développement et l'introduction des émaux sans plomb, Atzompa continue d'avoir une teneur en plomb parmi les plus élevées du Mexique, que l'on trouve aussi bien dans les produits que chez les potiers et autres personnes qui y vivent.
Bien que la céramique verte émaillée continue d'être le produit de base d'Atzompa, il y a quelques innovations dans la tradition de la poterie. Dans les années 1970, une potière locale du nom de Dolores Porras se fait connaître en allant à l'encontre des conventions et en faisant œuvre de pionnière dans la production de poteries émaillées multicolores. Porras apprend à peindre sur des pièces d'argile, en commençant par des lavis rouges et blancs. Plus tard, elle ajoute des bleus, des verts, des gris et des oranges. Quand elle commence à produire ces pièces, elle est considérée comme folle. Cependant, elles commencent à se vendre et d'autres potiers imitent son travail. Plus tard, elle introduit l'utilisation d'émaux sans plomb. Aujourd'hui, ses pièces font partie de la tradition de la poterie d'Atzompa, même si elle est elle-même plus vendue par de jeunes potiers qui produisent des produits moins chers et de meilleure qualité,.
Un certain nombre de potiers d'Atzompa se tournent vers la fabrication de figurines en argile. Luis Garcia Blando fabrique des figurines en terre cuite dans un style que sa défunte mère a développé. Ces figures sont appelées « poupées brodées » (muñecas bordadas) qui sont faites de longues jupes qui atteignent le sol, éliminant le besoin de créer des pieds cassants. Elles sont élégamment ornées de boucles d'oreilles, de colliers et leurs robes sont décorées de motifs floraux élaborés. Habituellement, les femmes ont deux tresses épaisses, comme le fait leur créateur, et portent souvent un panier sur la tête. Les figurines ne sont généralement pas peintes, avec presque tous les détails décoratifs sculptés dans l'argile. Le style est imité et réinterprété par d'autres artisans.
Angelica Vasquez Cruz est connue pour ses figures de femmes, sirènes et anges. Vasquez est une mère célibataire qui élève quatre enfants, gagnant de l'argent et un nom par la fabrication de ces œuvres. Elle remporte de nombreux prix pour son travail intense et complexe. Ses pièces d'argile sont presque toujours centrées sur une figure féminine forte. Les grandes pièces sont de type byzantin, en forme de sapin de Noël et décorées de rangées de miniatures en vignettes. Chaque pièce est unique et peut prendre des mois à se fabriquer. Les couleurs sont produites par des pigments minéraux à partir de roches locales. Les pièces sont achetées par des collectionneurs, qui paient entre 175 et 800 dollars par pièce dans les galeries. Elles coûtent environ la moitié de ce qu'il en coûte dans son atelier.
À Ocotlán de Morelos, la famille de poterie la plus connue est dirigée par les sœurs Aguilar. La dynastie commence avec leur mère, la potière Isaura Alcantara Diaz. Elle apprend les techniques traditionnelles de fabrication de la poterie de la vallée d'Oaxaca, qui se limite principalement à la fabrication d'objets utilitaires. Elle commence à expérimenter avec des figurines et d'autres pièces décoratives, dont certaines font partie de la collection Rockefeller, mais malheureusement elle est morte prématurément à l'âge de 44 ans. Avant de mourir, elle enseigne l'empotage à ses enfants Josefina, Guillermina, Irene, Concepción et Jesús. En raison de la mort de leur mère, les enfants commencent à travailler tôt, Josefina n'ayant que sept ans. La pauvreté empêche les enfants d'aller à l'école. Comme leur mère, ils commencent à fabriquer des pots et d'autres ustensiles de cuisine, mais ils travaillent aussi pour développer des figurines en argile. Au fil du temps, ces frères et sœurs deviennent célèbres pour leurs figurines fantaisistes en argile peinte qui célèbrent la vie quotidienne. Aujourd'hui, ils travaillent toujours et une grande partie de la troisième génération est également artisanale. Certains, comme Demetrio Garcia Aguilar, se font également un nom.
En dehors des vallées centrales, la ville de Tehuantepec est aussi comme ayant une tradition de poterie importante. L'aspect le plus distinctif sont les figurines de femmes, qui mesurent en moyenne un mètre de haut et ont sur la tête un bac à sable peu profond pour y déposer une jarre d'eau. Les figurines miniatures qui s'en inspirent sont de conception similaire, mais sont souvent peintes avec des accents de blanc et d'or. Ils sont appelés « tanguyus » et sont créés pour être offerts en cadeau pour marquer la fin de l'année.

### Jalisco

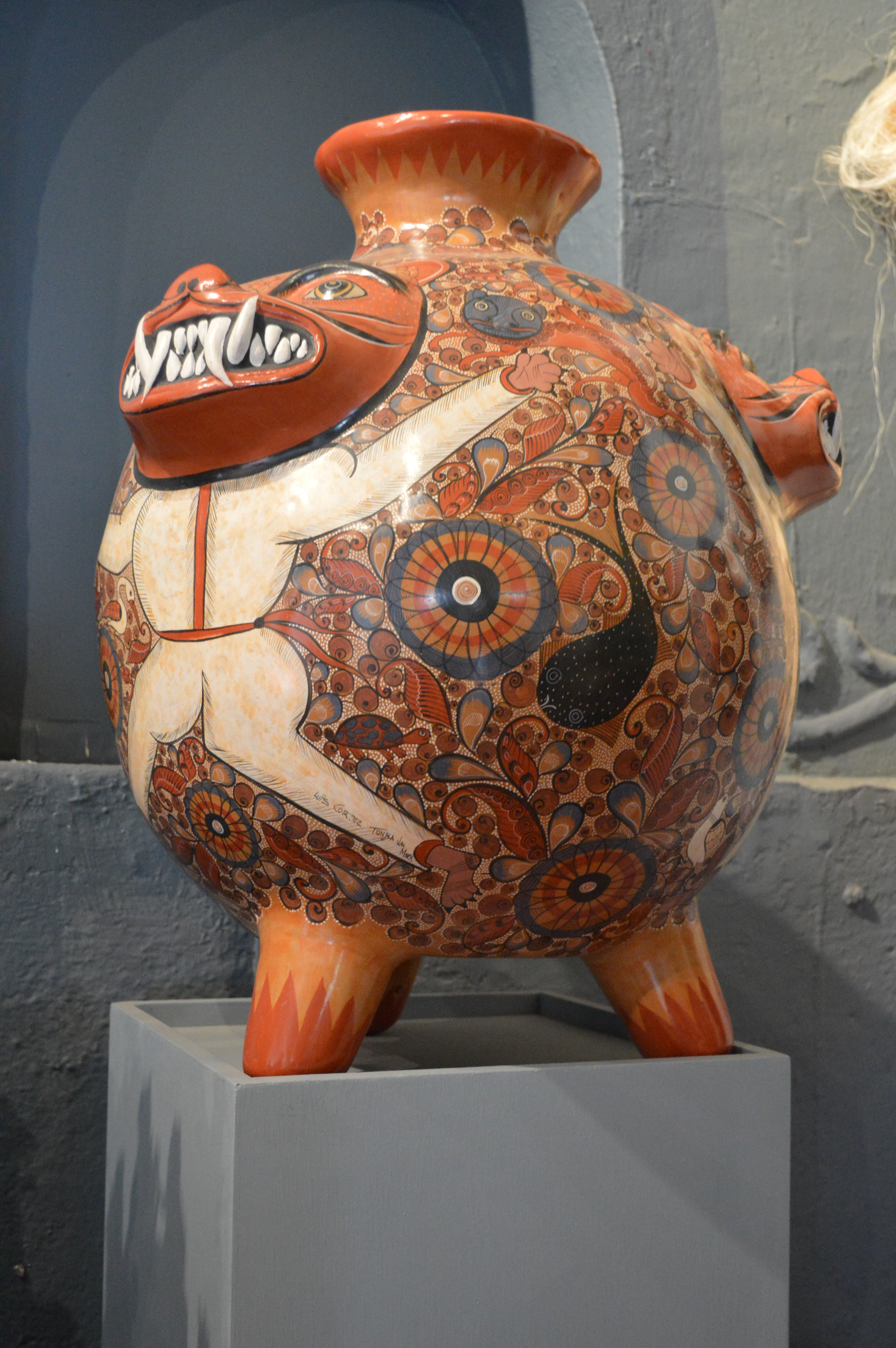
Grand récipient en céramique au Museo Nacional de la Cerámica de Tonalá, dans l'état de Jalisco.

Dans la région de Guadalajara, on utilise une grande variété de techniques traditionnelles de cuisson à basse température et à haute température pour produire de la vaisselle, des objets bon marché aux productions artistiques. Les deux principales communes productrices de poterie sont Tonalá et Tlaquepaque. Ces deux communes produisent différents types de poteries et de céramiques, principalement le bruñido, le canelo, le petate, le bandera, et le betus et du grès à feu élevé. Le plus connu de ces styles est le bruñido, qui se traduit par bruni. Il descend probablement de la polychromie produite dans cette région au XIXe siècle. Le nom vient du fait que ces pièces ne sont pas émaillées, mais qu'elles sont lissées et polies avec une pierre ou une pyrite. Beaucoup de ces pièces sont des cruches à col fin ou des pieds de lampe, souvent décorés d'animaux, tels que des lapins, avec des caractéristiques déformées, leur donnant un aspect surréaliste. Les œuvres sont généralement peintes avec des tons délicats de rose, gris-bleu et blanc sur un fond de couleur café clair, gris clair et parfois vert ou bleu. Chaque pièce est créée individuellement. L'attrait de cette poterie est son apparence, car elle est trop poreuse pour contenir un liquide ou un aliment. Les grandes baignoires épaisses font exception à cette règle, surtout pour le stockage de l'eau ou pour le bain. L'eau stockée dans ce type de récipient prend la saveur de l'argile, ce qui est en fait désiré par beaucoup de gens. Une autre exception est un récipient d'eau avec un gros corps et un long col, avec une tasse en céramique placée à l'envers sur le col. C'est ce qu'on appelle les botellones ou carafes. Une ville spécialisée dans ce domaine est El Rosario, près de Tonalá,.
Le canelo est un type de bruñido qui tire son nom de la couleur de l'argile cuite, qui est de diverses nuances de cannelle (canela en espagnol). Elle est brunie au saindoux et peinte dans des tons ocres et bruns. Les lignes décoratives sont généralement horizontales avec des épaisseurs différentes et se teintent avec d'autres objets stylisés tels que des feuilles, des vagues et plus encore. Il est populaire et utilisé principalement pour les carafes à eau parce qu'il est bon pour garder le liquide au frais. Il est également utilisé dans la fabrication de casseroles et de récipients de stockage à sec,.
Le bandera, qui signifie « drapeau » en espagnol, est ainsi nommé parce qu'il a les couleurs vert, rouge et blanc du drapeau mexicain. Comme, le bruñido, c'est aussi une vaisselle brunie non vernissée. Pour des raisons inconnues, ce style de poterie est très rare. Sa base est une barbotine rouge brunie qui sert de fond à des décorations florales peintes dessus. Les motifs sont délimités par un vert dérivé du cuivre, puis remplis d'un blanc de kaolin. Ces trois couleurs figurent également sur le drapeau mexicain, ce qui donne son nom au style céramique. Ce n'est pas un type commun de poterie, mais la plupart de ce qui est produit est de haute qualité, souvent dans des pots de stockage de style romain et des conteneurs de stockage d'eau avec un long col,.
La poterie petate ou pétatillo se distingue par un fond jaune pâle rempli de hachures croisées, qui ressemble à un tapis de palmier tissé, appelé petate,,. Selon José Berabe (en), l'argile petate démarre lorsque deux potiers du nom de Magdaleno Goldívar et José Cervantes décident remplir l'arrière-plan d'une fine hachure. La famille Bernabé commence à expérimenter ce style décoratif vers 1840. Il nécessite de l'argile blanche très fine afin de créer une surface de peinture très lisse. Le motif principal sur les hachures est généralement peint en noir et parfois en vert. Il s'agit notamment d'images de plantes et d'animaux, en particulier de cerfs, de lapins, d'aigles, de coqs et de cygnes,. Plus les hachures sont serrées, plus la pièce est fine. Ce type de poterie est utilisé pour la fabrication de tasses à chocolat chaud, de plateaux, de grands bols et de certaines figures animales et humaines. Cette vaisselle est peinte avant d'être cuite à neuf cents degrès pendant cinq ou six heures, émaillée, puis cuite à nouveau. La céramique ainsi obtenue résiste à des températures allant jusqu'à trois mille degrès. Le travail de décoration en fait l'une des céramiques mexicaines les plus chères et c'est pour cette raison qu'on la trouve le plus souvent sur de grands plateaux relativement plats. Une urne géante de ce style peut prendre jusqu'à trois ans à se réaliser,,. Les deux maîtres les plus célèbres de ce type de poterie sont Pedro Chávez et José Bernabé, et leurs familles continuent à les faire,.
La poterie betus se caractérise par des couleurs vibrantes qui donnent à la céramique un aspect fantaisiste. Ce style tire son nom de l'huile bêta dans laquelle la terre cuite est immergée avant d'être cuite. L'huile, qui est faite d'une résine extraite de pins, donne à la poterie peinte un éclat brillant.
Un objet peu commun est appelé engregado. Ces objets ont un vernis spécial qui les rend utiles pour la cuisson, le vernis agissant comme une couche de téflon qui empêche les aliments de glisser lorsqu'ils sont chauffés.
Les produits à haute température comme l'argile alta et le grès sont introduits dans la région par l'Américain Ken Edwards et le Mexicain Jorge Wilmot dans les années 1960. Celles-ci sont cuites à plus de 1 100 °C, ce qui provoque la vitrification de l'argile et la formation d'une surface non poreuse. Le premier four à grès est installé à Tonala et la technique se répand à partir de là,.

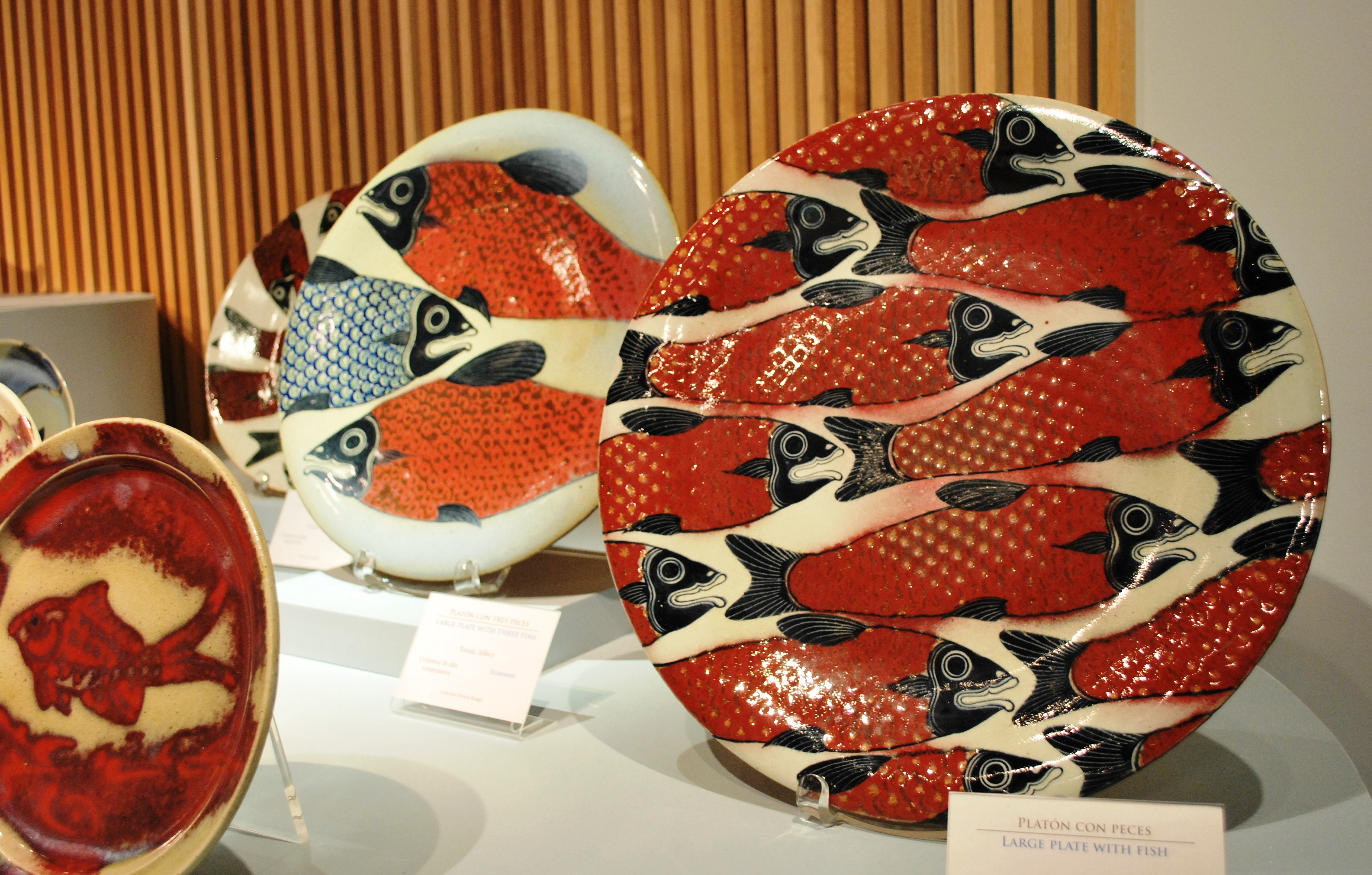
Assiettes en grès avec poisson de Jalisco.

Le grès est produit par El Palomar et quelques autres usines à Tlaquepaque. Une autre vaisselle à feu vif est de type kaolin blanc, produite par des usines telles que Loza Fina et Cerámica Contemporánea Suro. Cette dernière est une entreprise familiale qui s'adresse aux chefs cuisiniers, designers, architectes et artistes. L'atelier fabrique principalement de la vaisselle de toutes les formes et de toutes les tailles, mais aussi des articles tels que des lampes et des pièces de décoration. Les pièces sont généralement fabriquées sur commande à partir de dessins pré-approuvés par le client. Les commandes varient de la taille d'un cadre pour quatre à celle de l'ensemble des plats pour les restaurants. Bon nombre de leurs clients achètent des marchandises en vrac, bien qu'il n'y ait pas de minimum.
Environ 2 000 artisans tels que José Garcia Quinones à Tlaquepaque préservent la tradition de faire des crèches et autres figurines en argile. Ces crèches peuvent être fantaisistes avec des animaux non traditionnels comme les lions et les girafes et même le diable peut apparaître. Garcia Quinones gagne des prix pour son travail depuis qu'il est jeune et chaque année depuis trente ans vend ses produits à Mexico. Comme d'autres potiers, les pièces sont fabriquées dans un atelier artisanal où tous les membres de la famille contribuent à la création. Un autre potier, Justino Estuvier, qui a plus de 70 ans, exporte ses produits en Espagne. Mais cet aspect de l'industrie céramique s'estompe dans la commune avec beaucoup moins de potiers qu'autrefois. Les artisans ordinaires s'y battent pour survivre contre la prolifération du plastique et des céramiques moins chères en provenance d'Asie. Une crèche artisanale se vend en moyenne 350 pesos au Mexique, alors qu'une crèche produite en série, moins chère, se vend 160 pesos.
Tlaquepaque accueille le Museo del Premio Nacional de la Ceramica Pantalen Panduro (Musée national de la céramique Pantalen Panduro), qui expose les lauréats du prix national annuel décerné aux céramistes. Il est situé dans le Centro Cultural El Refugio et est créé en 1997. Le premier Premio Nacional annuel est décerné pour la première fois en 1977. Aujourd'hui, il existe des prix pour différentes catégories, mais le plus recherché est le Galardon Presidencial (reconnaissance présidentielle), qui est remis par le président du Mexique. Vingt et une des pièces qui remportent ce prix se trouvent dans le musée.
Tonalá est reconnu depuis longtemps comme un centre de céramique au Mexique. Les rues sont remplies d'ateliers d'artisans et de trottoirs qui vendent des poteries et des pièces de grès. Les détails décoratifs sont l'une des choses qui distinguent la vaisselle Tonalá. Deux éléments, le nahual et le « flor de Tonalá » (fleur de Tonalá) sont communs. Un nahual est un métamorphe ou chaman préhispanique, souvent dessiné comme un chat souriant. La fleur de Tonalá est apparue pour la première fois dans le design de la poterie au début du XXe siècle. Sa forme distinctive est un centre ovale avec des pétales arrondis qui forment un motif festonné. Ces éléments peuvent apparaître dans tous les types de poterie qui sont produits. Les jours de marché, jeudi et dimanche, sont une bonne occasion de voir une grande variété de céramiques de la région, toutes réparties dans les rues du centre-ville. Bien qu'il existe une grande variété de figurines, d'ustensiles et d'objets décoratifs, ce n'est pas tout ce qui est produit. De nombreux fabricants vendent leurs produits par d'autres canaux. Pour trouver les meilleures pièces, il faut visiter les ateliers et les usines.
Jorge Wilmont est un potier renommé de Tonalá. Bien que son parcours s'inscrive dans la tradition locale, il est à l'avant-garde de l'innovation de l'artisanat. Beaucoup de ses innovations sont adoptées par tellement de potiers de la région que tout ce qui s'écarte de la tradition montre l'influence de Wilmot. Aujourd'hui, il vit à San Pablo del Monte,dans l'état de Tlaxcala, où il conseille les potiers de cette ville et de l'état voisin de Puebla.

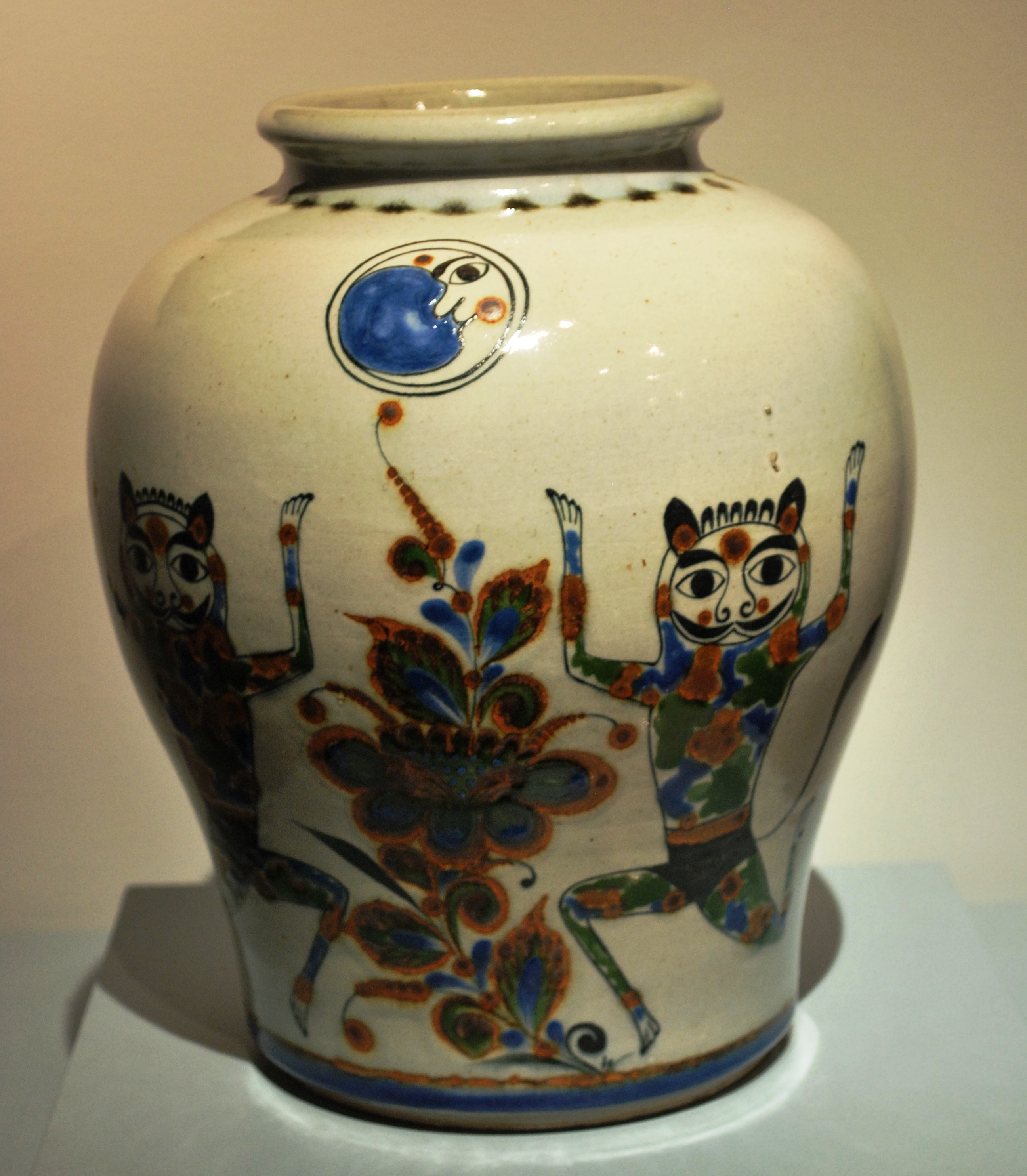
Vase en grès avec des nahuals de Jalisco.

La municipalité abrite le Museo Nacional de la Cerámica (Musée national de la céramique), que le directeur Prudencio Guzman Rodriguez considère comme un lien entre la tradition de Tonalá et les personnes intéressées par la recherche de notre tradition. Créé en 1986, le musée possède une collection de mille pièces allant des objets préhispaniques aux lauréats contemporains. L'institution voit le jour lorsqu'un conseil d'administration composé d'artisans et d'hommes d'affaires locaux et des sculpteurs Jorge Wilmot et Ken Edwards trouvent un moyen de promouvoir la tradition céramique dans la région. De nombreux artefacts sont prêtés par l'Instituto Nacional Indigenista (Institut national indigène), et un certain nombre sont donnés par Wilmot. Les autres pièces sont lauréates du Certamen Estatal de la Cerámica (concours étatal de céramique). Malheureusement, au milieu des années 1990, le musée doit fermer ses portes en raison du manque de fonds et d'entretien. La municipalité intervient et il rouvre ses portes en 1996. La collection contient des œuvres créées par certains des artisans les plus renommés de la région et sont des styles les plus typiques de Tonalá tels que bruñido, bandera, pétatillo et canelo. Les artistes et artisans représentés sont Salvador Vásquez, Juan Antonio Mateo, Gerónimo Ramos, Nicasio Pajarito, Candelario Medrano, Jorge Wilmot et Ken Edwards.
Un autre récipient de liquide populaire dans la région de Tonala est le tinaja, une cruche avec une poignée au sommet et un petit bec verseur. À Santa Cruz de la Huerta, près de Tonalá, on se spécialise dans les tuyaux de drainage en argile, quelques jouets et sifflets en forme d'animaux. La plupart de ces produits sont vendus sur les marchés publics. Une exception à cette règle est l'œuvre de Candelario Medrano, qui réalise des sculptures curieuses, parfois grotesques. Dans son atelier, on trouve des bateaux à double pont, des églises avec des personnages miniatures et des animaux tels que des lions, des coqs et des hiboux aux visages humains sauvages. Il s'agit généralement de grandes pièces, fabriquées en partie à l'aide de moules et en partie à la main, puis peintes dans des acryliques vives et contrastées.

### Guanajuato

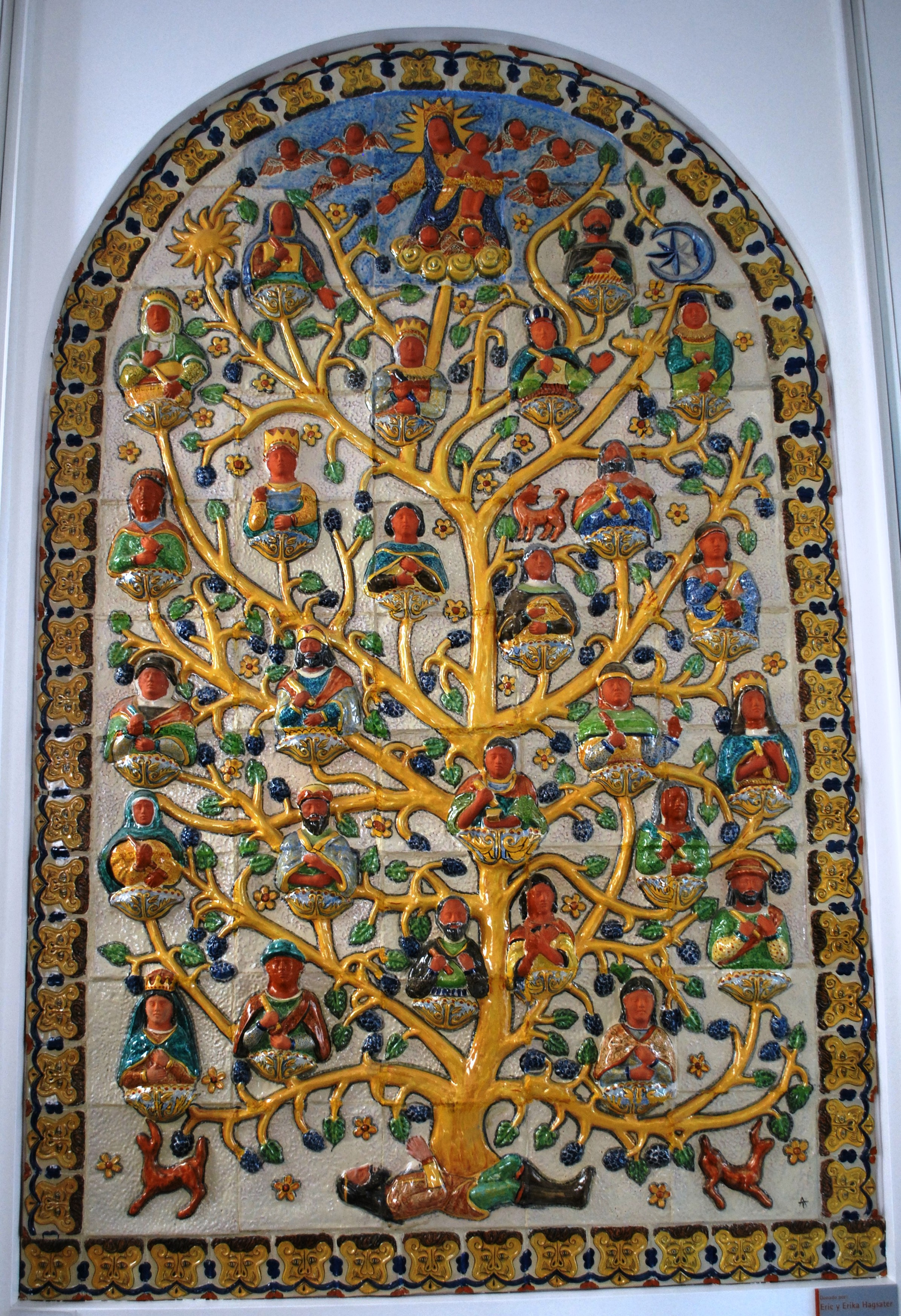
Mural réalisé avec des tuiles Mayolica intitulée « Arbol genealógico del comienzo del mestizaje » (Arbre généalogique du début du métissage) par Gorky González Quiñones au Musée des arts populaires de Mexico.

Peu de temps après la Conquête, la poterie de style européen vient à dominer la région aujourd'hui connue sous le nom d'État de Guanajuato. Pendant la période coloniale, la ville de Guanajuato, tout comme Puebla, a une forte tradition de majolique, qui est en train de renaître. Ces pièces sont fabriquées avec un moule à tortilla pour les formes irrégulières ou par roue. On lui donne une sous-glaçure, généralement de couleur crème pâle, cuite, puis peinte avec un motif, émaillée et cuite à nouveau. Beaucoup de motifs sont faits avec des couleurs comme le jaune, le bleu-vert, la rouille et le bleu. Les principaux fabricants de la ville de Guanajuato sont Gorky Gonzalez, qui maintient les dessins traditionnels, et l'Alfarería (poterie) Capelo Mayolica, qui produit de grandes pièces aux couleurs plus intenses et plus sombres. À Santa Rosa de Lima, un groupe d'anciens élèves de Capelo fait aussi de la majolique,.
Un producteur important en dehors de la capitale est l'Alfarería Aguilera Mayolica Santa Rosa à Mineral de Santa Rosa, près de Dolores Hidalgo. Les conceptions de cet atelier montrent des influences indigènes, ainsi que des influences italiennes et chinoises. L'Alfarería Aguilera est une entreprise familiale, dirigée par plusieurs générations de la famille Aguilera. De plus petits ateliers dans cette ville produisent des modèles à la fois traditionnels et novateurs pour la vaisselle, les vases à fleurs et les carreaux. Un atelier notable est celui de Juan Guerrero, qui fait de la vaisselle avec des fleurs dramatiques orange, jaunes et de bleus. Son père, Fortino Guerrero, fait de la poterie avec une base rougeâtre unie et décorée de deux tons de glaçure verte qui peuvent couler sur les côtés. Certains contenants, comme les pots de fleurs, ont des salamandres sur le côté. La fabrication de la majolique est présentée à Dolores Hidalgo par le père Miguel Hidalgo lui-même.
En plus de la majolique, deux grandes usines produisent des céramiques peintes à la main de type kaolin. Ce sont Bram et Dosa dans la ville de Guanajuato et la ville de Marfil respectivement. La plupart de leurs motifs sont des formes contemporaines, avec des motifs floraux pastel au fini brillant ou mat.
À San Miguel Allende, une sorte de poterie populaire primitive est vendue sur le marché de la ville. Ce sont des saucières et des bols d'un ton rouge avec des figures animales fantaisistes déformées en noir (d'oxyde de cuivre) sous un mauvais vernis clair. Ceux-ci viennent en fait d'un petit village à l'extérieur de San Miguel. On trouve une conception similaire à Coroneo, à la différence près que la conception de l'animal est décollé du fond du récipient, ce qui est produit par le moule. Le motif en relief est peint en noir. Bien que les traits des animaux ne soient pas déformés, on leur donne souvent des aspects surnaturels, comme la respiration du feu par les lions.

### Puebla

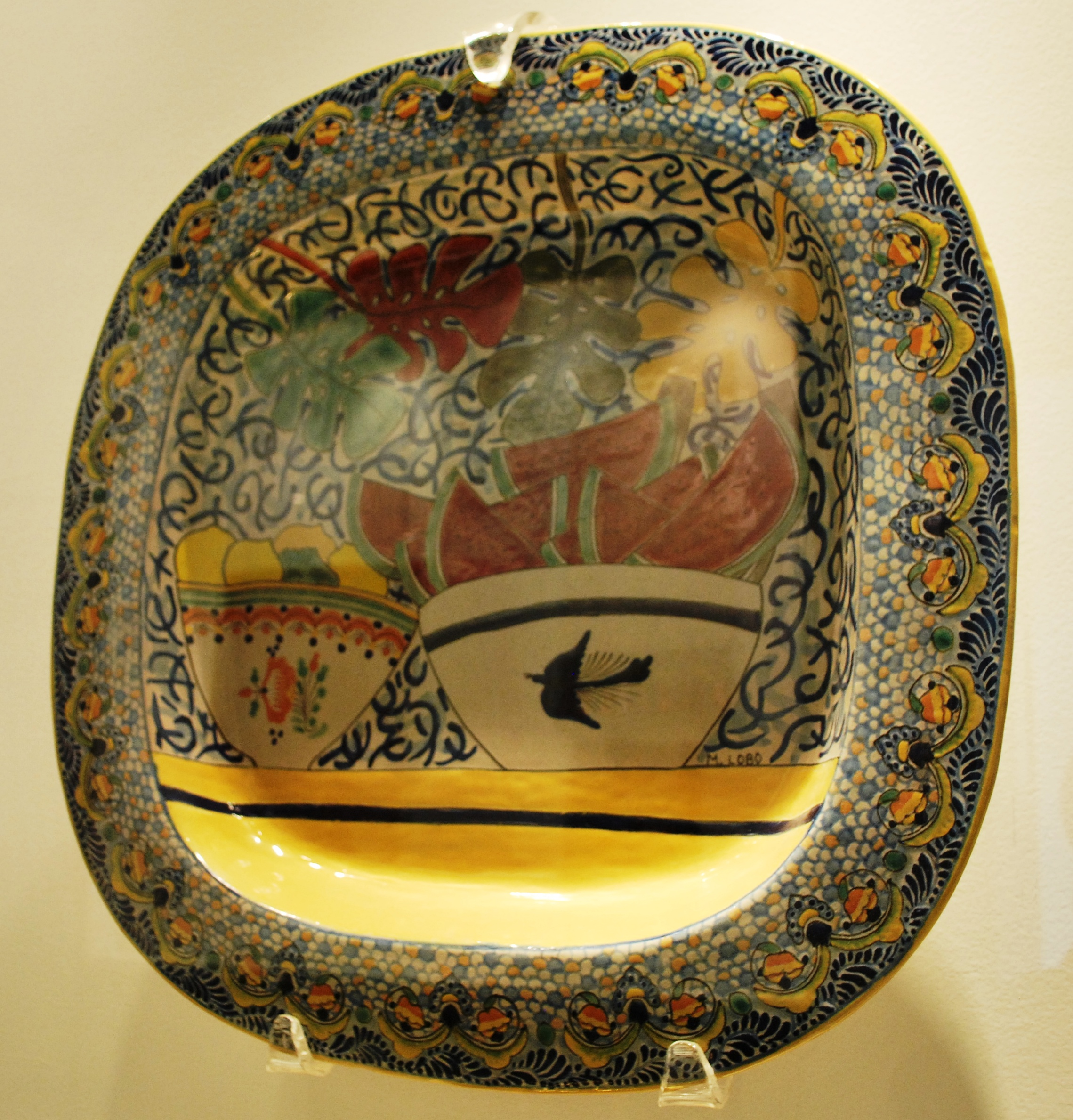
Plateau de service en talavera.

La poterie talavera de Puebla, au Mexique, est un type de céramique de majolique, qui se distingue par un glaçage blanc laiteux. L'authentique poterie talavera provient uniquement de la ville de Puebla et des communautés voisines d'Atlixco (en), Cholula et Tecali de Herrera (en), en raison de la qualité de l'argile naturelle qu'on y trouve et d'une tradition de production qui remonte au XVIe siècle.
On trouve des carreaux de céramique, des pots et des plats dans toute la ville de Puebla, et la plupart des bâtiments coloniaux du centre historique en sont décorés. La fabrication est lente et de nombreuses pièces se brisent au cours du processus. Une grande partie de la céramique est d'un bleu vif sur fond blanc, mais d'autres couleurs telles que jaune, orange, vert et violet peuvent être utilisées. Les couleurs et les dessins reflètent une histoire mélangée avec des influences européennes, indigènes, arabes et chinoises. L'artisanat arrive dans la ville peu après sa fondation dans les années 1530, lorsque des potiers arrivent d'Espagne, dont Talavera de la Reina, et créent des ateliers. La production de cette céramique se développe fortement à Puebla en raison de la disponibilité d'argiles fines et de la demande de carreaux des églises et monastères nouvellement établis dans la région. L'industrie se développe suffisamment pour qu'au milieu du XVIIe siècle, des normes et des guildes soient établies, ce qui permet à Puebla d'atteindre ce qu'on appelle l'« âge d'or » de la poterie talavera (de 1650 à 1750). Formellement, la tradition qui s'y crée est appelée Talavera Poblana pour la distinguer de la poterie talavera d'Espagne qui porte le même nom. C'est un mélange de techniques céramiques chinoises, italiennes, espagnoles et indigènes. La production de carreaux y devient également très prononcée, couvrant d'abord des églises et des monastères prospères, puis des maisons privées, pour montrer une fois de plus le statut socio-économique.
Talavera Santa Catarina est l'un des rares producteurs de talavera certifiés par l'État à Puebla. L'exclusivité de l'article authentique est à l'origine d'une grande partie du succès de cette céramique. Le nom talavera pour poterie est légalement limité aux produits fabriqués à Puebla et dans d'autres localités voisines. De nombreuses imitations sont faites à Puebla et dans d'autres endroits, mais seulement huit ateliers ont l'autorisation de l'État d'utiliser le nom talavera. Il existe un marché pour ceux qui sont prêts à payer un supplément pour des pièces faites sur commande avec des certificats d'authentification. La plus grande partie est vendue à l'étranger parce que les pièces sont vendues à un prix beaucoup plus élevé. Les clients peuvent venir simplement pour commander un ensemble complet de vaisselle ou de carrelage à poser sur les bâtiments de retour dans leur pays d'origine.

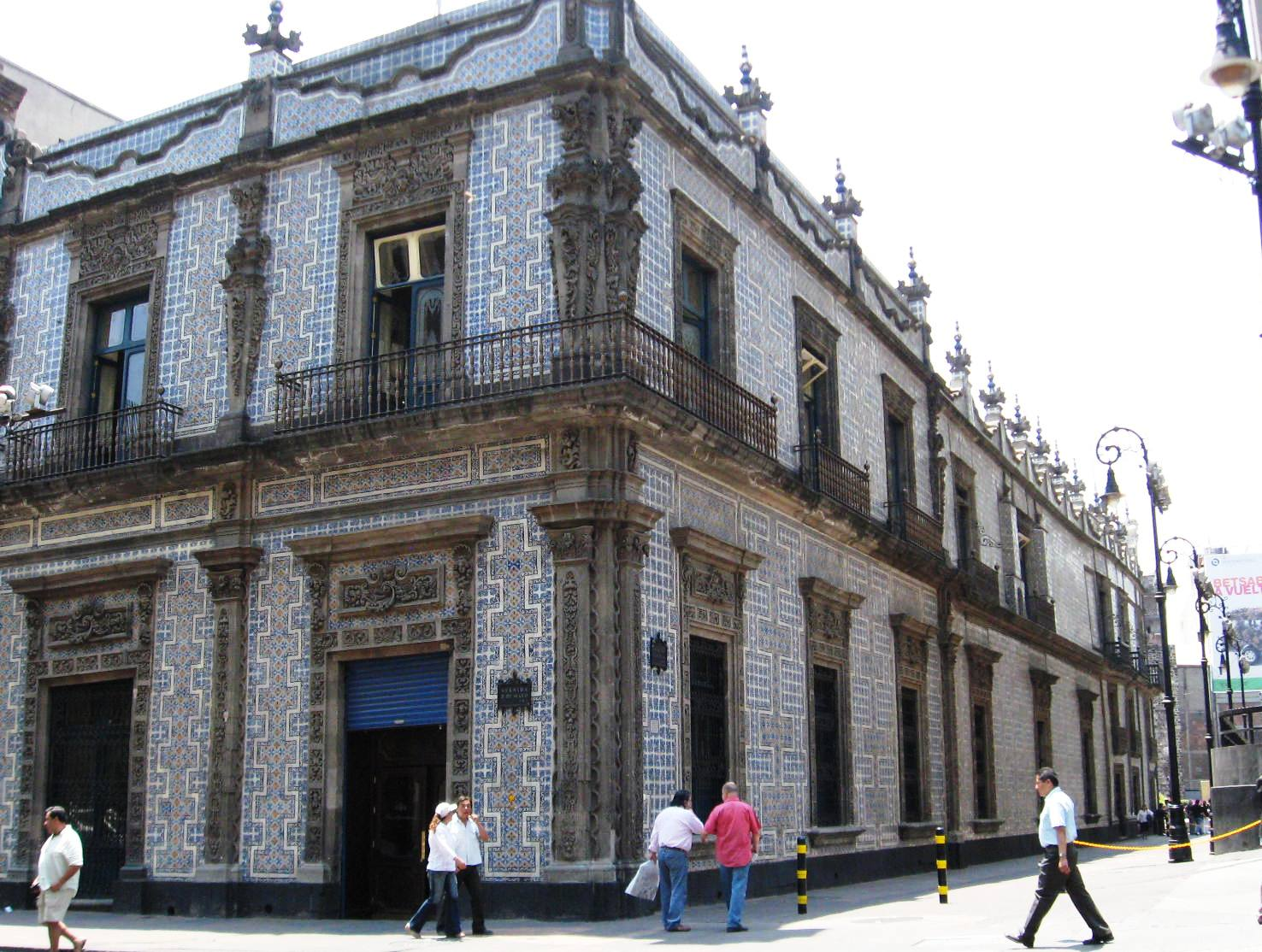
Maison recouverte de tuiles de Puebla.

Une poterie moins chère fabriquée à Puebla s'appelle Barrio de la Luz. Les pièces de ce type se composent généralement d'ustensiles de cuisson, de bocaux avec couvercle, de pichets et d'autres récipients destinés à un usage ordinaire dans la cuisine. Elle est de couleur jaune brun avec des ornements en relief tels que des feuilles ou des roses, qui reçoivent généralement un vernis transparent tandis que les autres parties reçoivent un vernis noir. Dans la partie nord de l'État de Puebla, notamment dans les municipalités d'Aquixtla (es) et de Chignahuapan, les peuples autochtones de langue nahuatl produisent des ustensiles de cuisine comme des comals, des pichets, des pots et plus encore avec un fini émaillé. Ils utilisent un four mauresque, qui conserve le combustible et la chaleur. La particularité de cette poterie est qu'elle a des motifs estampillés, généralement des fleurs. Les tampons sont des tablettes d'argile découpées, qui sont imprimées sur les pièces de poterie. Izúcar de Matamoros est spécialisé dans les arbres de vie, parfois appelés candélabres. Il s'agit de sculptures en terre cuite multibranches, qui peuvent avoir des thèmes pour différentes festivités telles que le Jour des Morts ou Noël. Les branches sont remplies de fleurs, de feuilles et d'images liées au thème. En outre, des personnages du Jour des Morts, tels que des squelettes, habillés comme un charro ou comme une dame de la haute société (La Calavera Catrina). Toutes ces pièces décoratives sont peintes en couleurs vives, à l'exception des œuvres de Heriberto Castillo, qui utilise des couleurs plus subtiles avec une finition émaillée. Alfonso Castillo distingue ses pièces en utilisant des peintures à base d'ingrédients naturels.
Une autre ville de Puebla qui fabrique des figures d'arbres de vie est Acatlán, située près de la frontière d'Oaxaca. Les branches jaillissent souvent du dos d'un oiseau ou d'un autre animal. D'autres articles comprennent des animaux d'apparence réaliste comme des oiseaux, des iguanes ou des crabes avec un endroit pour une bougie sur le dos et des jardinières à dos plat à accrocher aux murs. Celles-ci peuvent être produites sous forme d'articles peints ou brunis, ce qui se fait dans les tons de rouge et de noir. Un potier connu pour son travail bruni est Herón Martinez.

### Michoacán

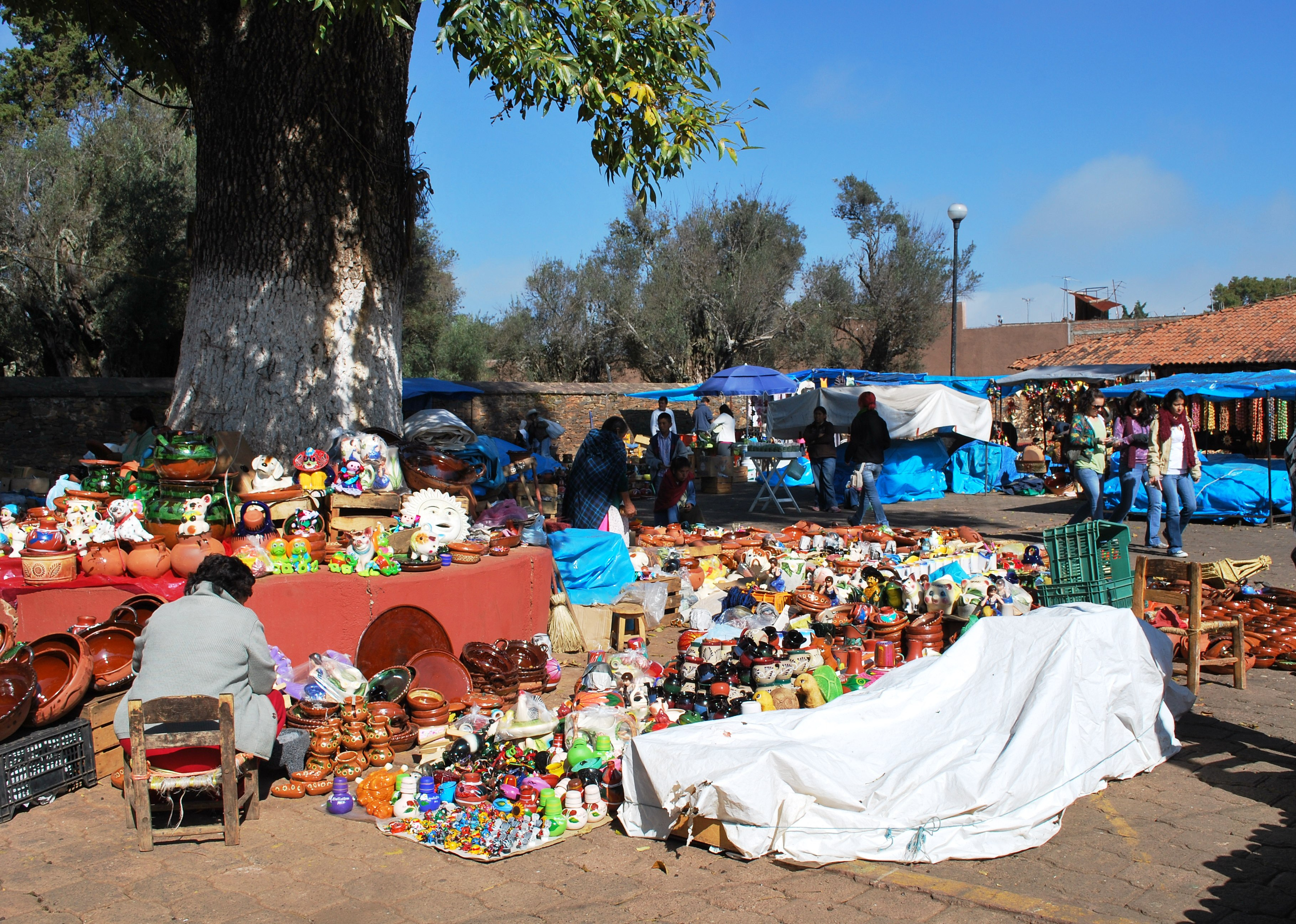
Poterie et autres artisanats à vendre à Tzintzuntzan, dans l'état de Michoacán.

La plupart des poteries de l'État de Michoacán proviennent de la région du lac de Pátzcuaro. Tzintzuntzan est une ville notable pour sa poterie, qui produit une grande variété de poteries dans des ateliers à domicile. La plupart de ces marchandises sont vendues aux touristes. Une grande partie de la vaisselle produite est émaillée. Elle est souvent ornée de contours de poissons ou d'oiseaux aquatiques. La glaçure verte recouvre habituellement l'intérieur et le rebord du récipient, le motif étant peint sur l'argile incolore à l'extérieur, qui est ensuite recouverte d'une glaçure transparente. La poterie noire polie y est également apparue sous forme de vases à fleurs et de pichets. Un autre type de pièce polie reçoit une couche rouge avant le polissage et est conçu avec des motifs simples d'oiseaux et des courbes gracieuses de noir et de blanc. Celles-ci prennent généralement la forme de bocaux d'eau avec des couvercles et des poignées ainsi que des figures de canards. Des copies de produits préhispaniques, tels que le pot à trépied et les cruches à eau en forme de donuts, sont également faites. Celles-ci sont généralement peintes avec des motifs géométriques et des décors à l'emporte-pièce.
À Santa Fe de la Laguna, un certain nombre de potiers fabriquent des articles émaillés dans des formes populaires avec une glaçure noire ou verte couvrant la majeure partie de la pièce et le reste en glaçure transparente de qualité moyenne. Le vernis noir est généralement utilisé sur les gros morceaux tels que les bols à punch à eau ou à fruits avec couvercles et décorés de feuilles ou de roses en relief. Beaucoup d'entre eux sont fabriqués par Matias Jerónimo. Carmen Gaspar fait de la vaisselle avec des motifs d'animaux ou de poissons en barbotine blanche sous glaçure verte. On expérimente également de nouvelles couleurs d'émail, comme le bleu et le mauve.
La ville de Patambán, au sud-ouest de la région du lac, fabrique une glaçure verte qui se distingue par la qualité de l'émail et de l'argile fine utilisée. Même les fonds des pièces sont vitrés et ont des motifs. La plupart des formes sont destinées à un usage courant, comme les petites tasses, les assiettes à pichets et les plateaux. Les dessins varient de motifs géométriques ou linéaires à des animaux de forme libre comme les lapins. Ils sont en barbotine blanche apparaissant sous la forme d'un vert vif. L'une des formes que l'on trouve ici et à San José de Gracia (en) est un pot d'eau en forme d'ananas. Le corps est entièrement recouvert de petits morceaux coniques placés à la main. La taille de ces bocaux varie d'une tasse à cinq gallons. Le couvercle est décoré d'une représentation de la couronne en épis du fruit. La plupart d'entre eux sont également recouverts de la glaçure verte de Patambán, mais il existe également une version marron. Un autre type de vaisselle que cette ville produit, avec Huantzio, est un récipient d'eau à grand ventre avec un petit goulot. Celui-ci n'est pas émaillé en vert mais plutôt recouvert d'une barbotine rouge et polie. Il est ensuite décoré de bandes horizontales noires et blanches entrecoupées de lapins, d'oiseaux et de fleurs. Huanzito utilise souvent un schéma de couleurs bleu et vert.
Quiroga vend de grandes cruches et des cruches à eau noires émaillées avec des scènes en relief, représentant pour la plupart la Danza de los Viejitos. La poterie est fabriquée à Santa Fe et peinte à Quiroga. Ocumicho produit des figurines émaillées de diables et d'autres fantasmes. Les décors pour les personnages sont fantaisistes, des diables assis au bord d'un volcan et une arche de Noé où les animaux ont l'air extrêmement fatigués. Certains des meilleurs potiers ici sont des femmes. Il est difficile de se rendre dans le petit village, mais les figurines sont vendues dans les villes d'Uruapan et à la Casa de las Artesanías (es) à Morelia.
Capula, une ville près de Morelia, produit une vaisselle émaillée qui est devenue populaire récemment et qui est maintenant l'une des plus populaires dans les magasins d'art populaires au Mexique. Il s'agit généralement d'un dessin peint de petites fleurs formalisées composées de pétales à pois ronds peints en blanc sur le rouge naturel de l'argile, puis cuits avec une glaçure transparente. Les fleurs peuvent être limitées à une bande ou appliquées généreusement sur toute la pièce. Les formes comprennent les plats, les casseroles et les pots de fleurs. Plus récemment, les potiers de cette région expérimentent d'autres modèles, comme les poissons et les oiseaux composés de points blancs ou même colorés comme le bleu, le vert ou le noir. Ils modernisent également leur exploitation en introduisant des fours à gaz et en utilisant un émail à faible teneur en plomb.

### État de Mexico

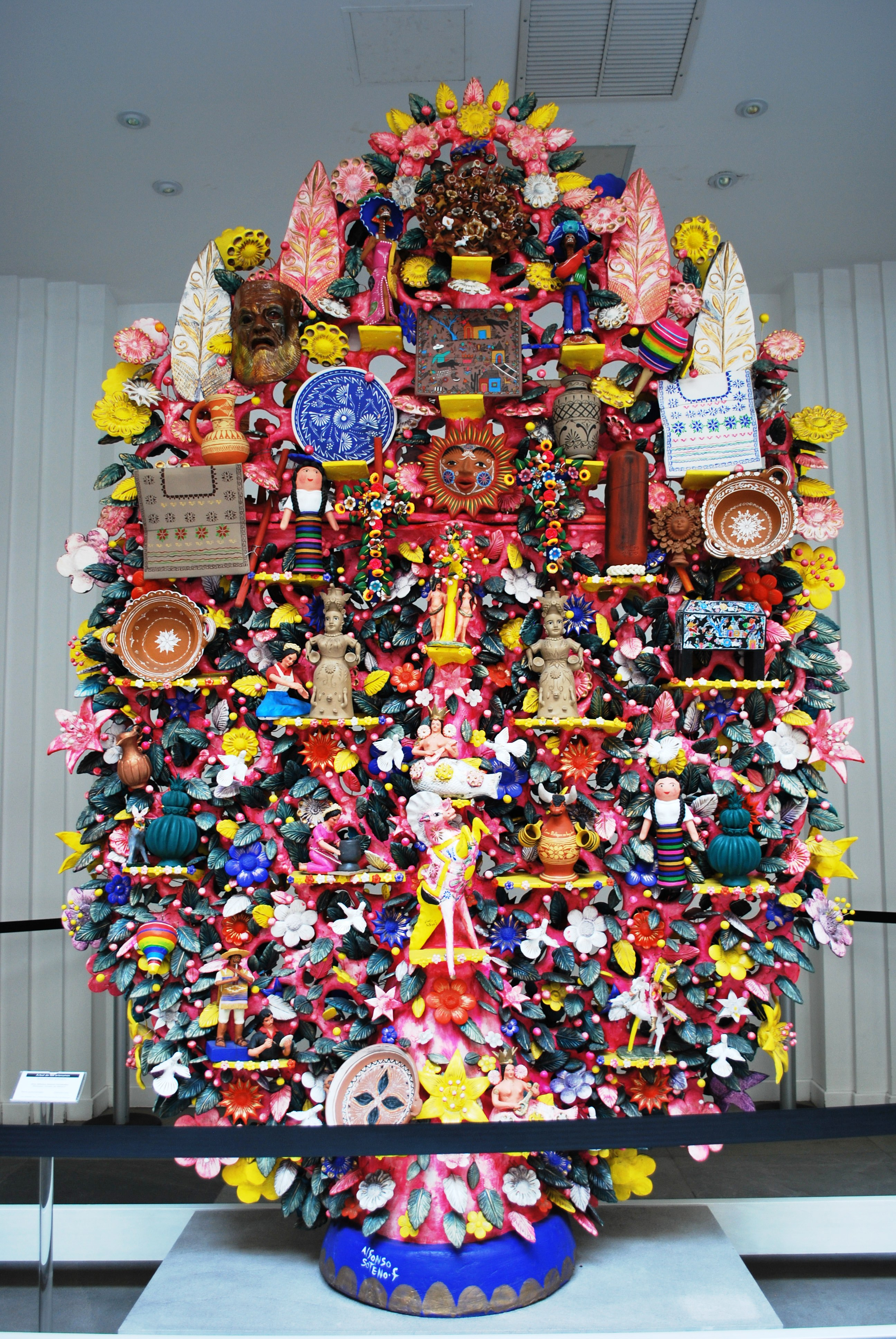
Sculpture de l'Arbre de vie d'Oscar Soteno au Museo de Arte Popular à Mexico.

L'État de Mexico compte plusieurs villes de poterie dont la plus connue est Metepec. Le centre de la ville a un certain nombre de magasins d'artisanat bien approvisionnés avec de la poterie locale, ainsi qu'un marché en plein air. Les formes les plus connues associées à Metepec sont les arbres de vie, les sirènes et les animaux comme les lions, les chevaux (avec ou sans ailes) et les équipes de bœufs. Ce qui ressort des formes, ce n'est pas tant leur forme, qui a tendance à être trapue et solide, que les couleurs qui les ornent. Comme les alebrijes, ils sont peints dans des couleurs vives et peu naturelles comme le rose, le vert, le jaune et d'autres couleurs. Parmi les potiers les plus connus figurent José Vara, Saúl Ortega et Alfonso Soteno.
Un « arbre de vie » (arbol de la vida) est un thème de sculpture en argile créé dans le centre du Mexique. L'image représentée dans ces sculptures sert à l'origine à l'enseignement de l'histoire biblique de la création aux autochtones au début de la période coloniale. Le modelage des arbres dans une sculpture en argile commence à Izúcar de Matamoros, dans l'état de Puebla, mais aujourd'hui l'artisanat est plus étroitement identifié avec Metepec. Traditionnellement, ces sculptures sont censées être constituées de certaines images bibliques, comme Adam et Ève, mais d'autres thèmes tels que Noël, le Jour des Morts et même des thèmes sans rapport avec la religion sont réalisés,. Les arbres de la vie peuvent être petits ou aussi grands qu'une personne. Les figurines sur les Arbres de Vie sont faites par moulage et attachées à l'arbre principal à l'aide de fils de fer avant la cuisson. La plupart sont peints dans des couleurs vives mais il existe des versions entièrement peintes en blanc avec des touches dorées et d'autres laissées dans leur couleur naturelle rougeâtre de l'argile.
Une autre vaisselle populaire à la fois pour faire et pour orner les maisons sont des soleils ronds avec des halos en pointes aux visages souriants ou surpris. Ils sont vendus peints et non peints. L'atelier de Saul Camacho fabrique des majoliques semblables à la talavera de Puebla et Manuel León Montes de Oca, fait des copies de pièces préhispaniques. Ces œuvres sont appréciées parce que l'artisan prend le temps d'étudier les formes et les cultures des originaux. Metepec fabrique également des poteries pour un usage quotidien, généralement de la couleur naturelle de l'argile avec des motifs géométriques simples réalisés en engobe blanc. L'une des pièces les plus inhabituelles de ce type sont le pichet et le service à gobelet conçus pour la consommation de pulque. Celles-ci portent souvent des slogans intéressants tels que « Je suis à toi » ou « Longue vie à Pulque » ou « Que celui qui me vide me remplisse ». Il existe aussi des têtes d'animaux ou de personnes (taureau, chèvre, homme au cigare et autres) avec le pulque qui sort par la bouche. Beaucoup d'entre eux sont fabriqués par Lázaro León. Tecomatepec, près d'Ixtapan de la Sal, est une autre ville qui produit des marchandises pour pulque. Les pichets sont majestueux avec des motifs à volutes en noir sur un fond de couleur crème fini dans une glaçure transparente. D'autres pièces comprennent des plats, des tasses, etc. également émaillés en crème avec des cygnes ou des fleurs en relief et peints en jaune, vert et bleu. Des copies de figures préhispaniques sont également réalisées.

### Chihuahua

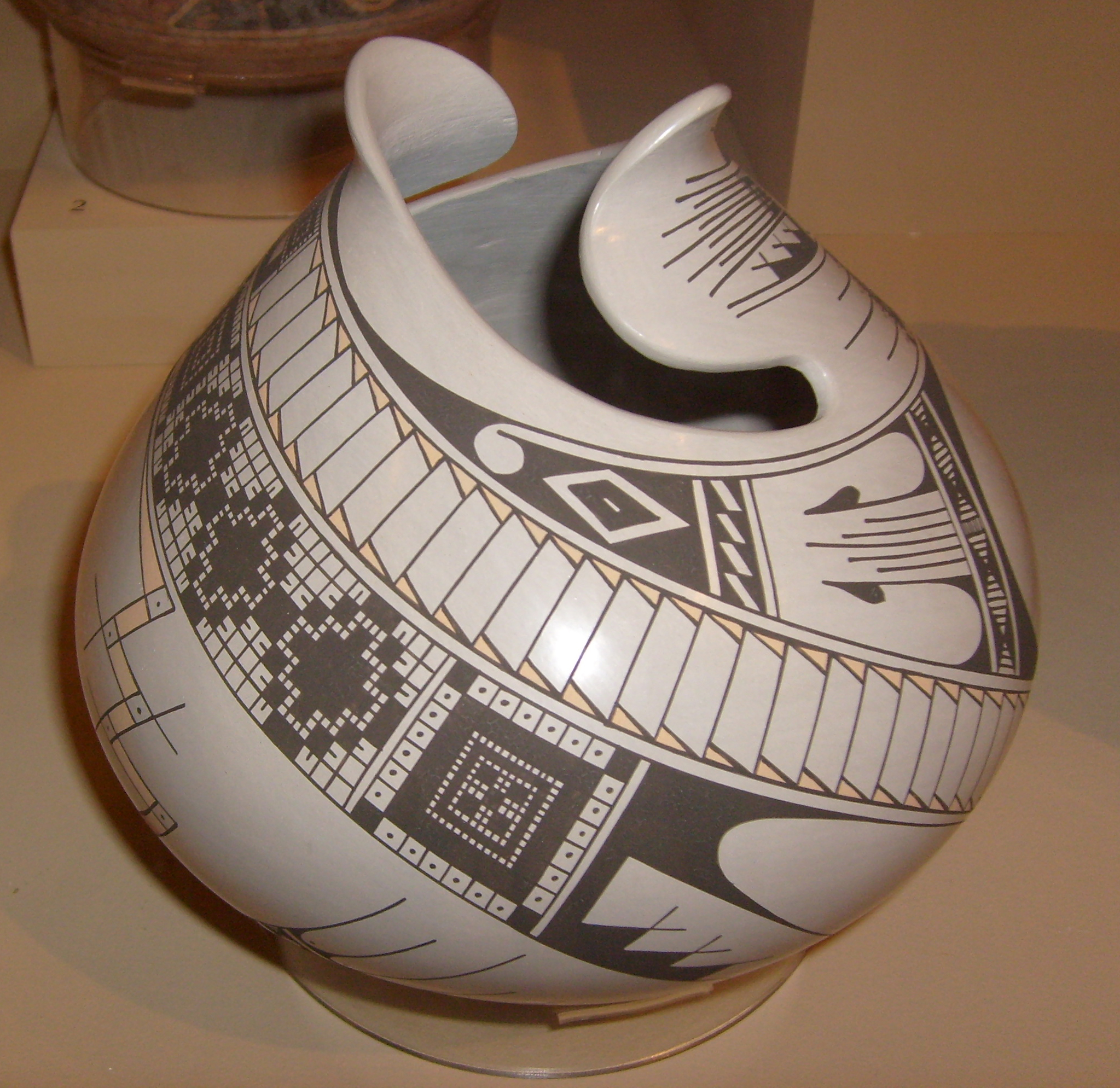
Exemple de poterie de Mata Ortiz de Paquimé de Jorge Quintana.

Le village de Mata Ortiz (en) est situé le long des rives de la rivière Palanganas près de Nuevo Casas Grandes dans les hautes plaines du Chihuahua au nord. Il doit son nom à un héros local du XIXe siècle qui a combattu les Apaches. C'est la maison de Juan Quezada Celado (es), à qui l'on doit la création de la poterie de style Mata Ortiz ou Paquimé. À l'âge de quatorze ans, il découvre le village préhispanique abandonné de Paquimé avec des fragments de poterie. Celle-ci est décorée avec des motifs complexes, et Quezada pense que les matériaux utilisés pour sa fabrication se trouvent à proximité. La poterie qu'il trouve fait partie de la poterie polychrome de style Casas Grandes, qui fleurit entre 1175 et 1400 et qui est apparentée à la poterie de style pueblo. Avec le temps et beaucoup d'expérimentation, Quezada apprend à recréer la poterie tout seul, sans aucune formation ou expérience préalable.
Il donne ses premières œuvres à sa famille et à ses amis, puis en vend quelques-unes. Trois de ces premières pièces sont en vente dans un magasin d'occasion à Deming, au Nouveau-Mexique, où Spencer MacCallum (en), archéologue et historien de l'art, les trouve. Conscient de leur valeur, MacCallum se rend à Chihuahua à la recherche du créateur des pots. Finalement, il arrive à Mata Ortiz chez Juan Quezada. Pendant huit ans, MacCallum fournit un soutien financier à Quezada pour lui permettre de développer davantage le métier avec MacCallum agissant comme mentor et agent. La poterie acquiert une renommée dans le monde de l'art, culminant avec une exposition au Arizona State Museum (en) en 1977. Dès lors, Quezada apprend à sa famille et à d'autres membres de la communauté à faire de la poterie. Il ne garde pas ses techniques ni ses approvisionnements matériels secrets ; il partage plutôt avec tous ceux qui s'y intéressent,. Contrairement à un certain nombre de renaissances des traditions de la poterie en Arizona et au Nouveau-Mexique, ce renouveau d'un art ancien est réalisé par l'un des habitants du village sans l'aide d'archéologues ou de musées au départ.
Bien que la poterie Paquimé s'inspire de la poterie préhispanique, ce n'est pas une copie exacte. Contrairement à d'autres régions du Mexique, la tradition de la poterie a complètement disparue ici pendant la période coloniale. Les résidents actuels ne se considèrent pas comme les descendants de la culture Casas Grandes et leurs traditions ne s'y rattachent pas. Avant la génération de Quezada, personne ne s'occupe de poterie. Cela permet aux potiers d'expérimenter et de tester les limites de la forme et du design, contrairement à de nombreux autres potiers mexicains qui sont contraints par des générations de tradition. Cependant, la recréation de Quezada est intéressante parce qu'il recrée deux des techniques de base de l'empotage de la période pré-hispanique, la bobine et les méthodes de moulage. L'argile crue est extraite à l'aide d'un pic et d'une pelle dans les contreforts escarpés à l'extérieur de la ville. On la nettoie en la trempant dans l'eau jusqu'à ce qu'elle puisse être versé à travers un tamis. L'argile blanche est l'une des favorites pour travailler la poterie, mais beaucoup de couleurs sont utilisées. Le tour de potier n'est pas utilisé. Le fond du pot est moulé et la partie supérieure est créée par la méthode de la bobine. Lorsque le pot est sec, on le frotte avec une pierre ou un autre objet dur pour le faire briller. Cela peut prendre des jours. Les marmites sont cuites à ciel ouvert à l'aide de bois et de fumier comme combustible. Les peintures sont faites avec des pigments minéraux recueillis localement. Les pigments sont broyés en poudre à l'aide d'une meule de métal, puis mélangés à de l'argile pour former une peinture fluide laiteuse. Beaucoup utilisent des couleurs traditionnelles comme le rouge, le blanc et les tons terre, mais des couleurs plus vives ont aussi été utilisées. Les brosses sont faites de poils de chien, de chat et même de poils humains.
Plus de trois cents personnes dans ce village d'environ deux mille habitants fabriquent ces pots. La plupart des artisans fabriquent des produits de qualité faible à moyenne, et quelques-uns seulement fabriquent des pots fins qui sont minces et légers. Parmi les artistes les plus appréciés figurent les familles Quezada, Ortiz, Taurina Baca, Hector et Graciella Gallegos. Nicolas Ortiz est connu pour ses pièces sculpturales. La poterie est une grande bénédiction pour la communauté sur le plan économique. Auparavant, les hommes faisaient du travail saisonnier et les femmes n'avaient pas la possibilité de gagner de l'argent. Les revenus de la poterie permettent aux familles de construire et d'améliorer leurs maisons et d'acheter des voitures.

### Autres traditions de la poterie

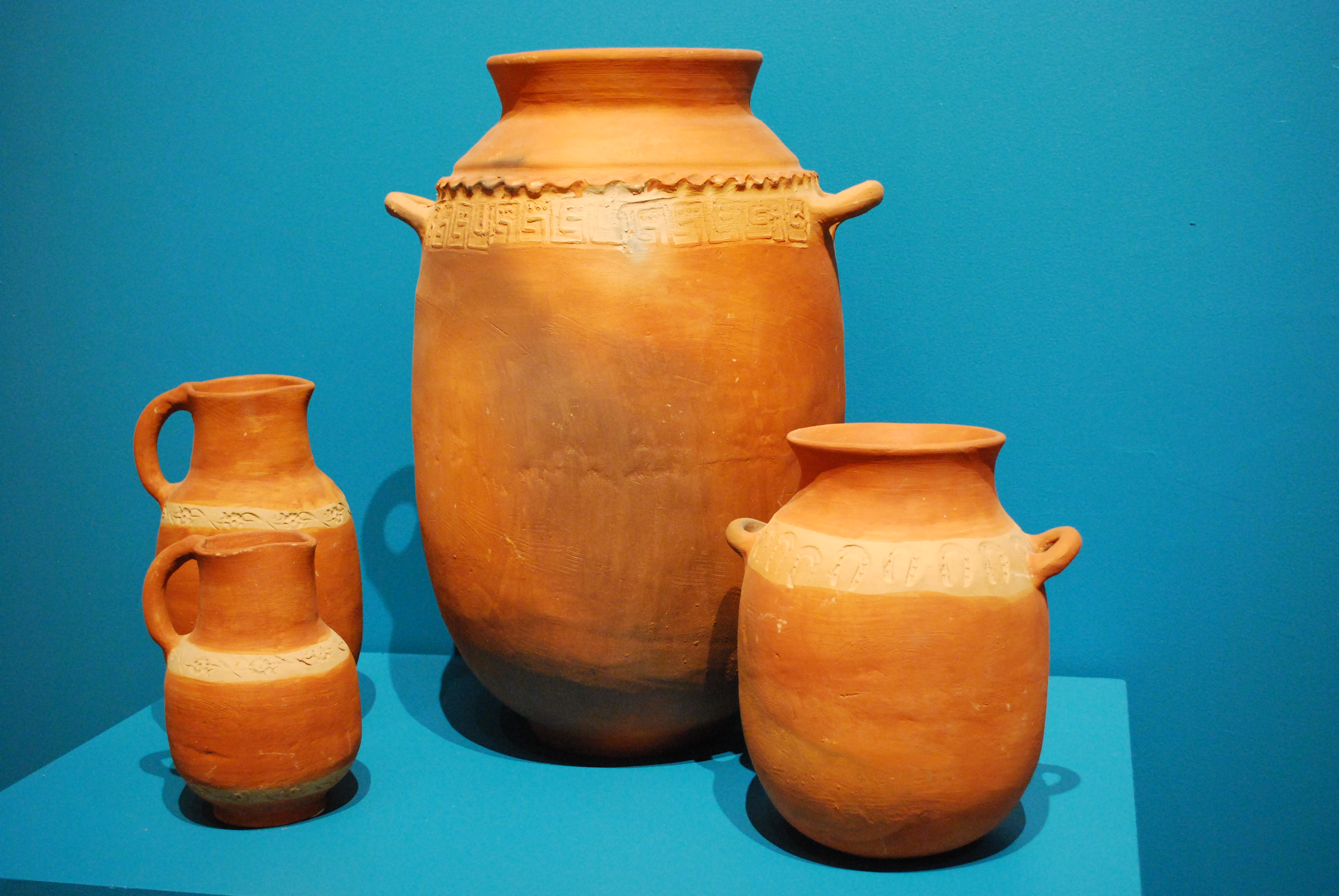
Bocaux de stockage en céramique par Ofelia Gonzalez Mendoza de José Maria Pino Suarez, Tepetitlan, dans l'état d'Hidalgo dans le cadre d'une exposition temporaire sur l'artisanat d'Hidalgo au Museo de Arte Popular de Mexico.

À Chililico, un village Nahua près de Huejutla de Reyes, dans l'état d'Hidalgo, les femmes dominent encore l'empotage, produisant des pièces décorées à usage cérémoniel. Ils combinent également de nouvelles idées et techniques avec des designs traditionnels. Un travail remarquable est la reproduction fidèle de scènes rurales sur leurs marchandises, étendant cette décoration à des objets plus récents tels que des cendriers et des tableaux.
À Tlacotalpan, on produit principalement des fontaines d'eau, qui sont courantes dans les climats chauds. Pour que les refroidisseurs remplissent leur fonction, l'argile est seulement lissée puis polie sur certaines de ses surfaces, ce qui lui donne un effet décoratif aux textures contrastées.

Les États le long de la côte du Golfe, comme Veracruz, Tabasco, Campeche et Yucatán, ont des centres associés à la poterie, mais la plupart d'entre eux produisent pour répondre aux besoins locaux et une grande partie du travail est auparavant effectuée uniquement par des femmes. Depuis des siècles, la poterie y a moins d'influence européenne que dans les hauts plateaux du centre, l'influence indigène se fait encore sentir dans de nombreux ustensiles et jouets. Avec l'introduction des fours de cuisson et de l'émaillage, les hommes s'impliquent davantage dans de nombreux domaines, avec de nombreux centres de production de poterie devenus des affaires familiales. Les principaux centres de poterie de Veracruz sont situés à Blanca Espina, Aguasuelos et Tlacotalpan. À Blanca Espina, la plupart de ce qui est produit, sont des articles ménagers avec des pièces émaillées et décorées d'une manière similaire à Aguasuelos et Chililico. À Aguasuelos, on produit de grands pots appelés ollas. Beaucoup d'entre elles sont encore ornées de fleurs comme par le passé, mais les conceptions se déplacent en faveur des églises de la région, des maisons et même des scènes de la vie quotidienne.

Figurine en céramique avec des restes d'un bleu maya, 600 à 900 av. J.-C., île de Jaina.

A Tlacotalpan, on produit principalement des fontaines d'eau, qui sont courantes dans les climats chauds. Pour que les refroidisseurs remplissent leur fonction, l'argile est seulement lissée puis polie sur certaines de ses surfaces, ce qui lui donne un effet décoratif aux textures contrastées.
À Tepakan, Campeche, une communauté maya, ils fabriquent des pots de fleurs et des sifflets traditionnels. Ils fabriquent aussi des cruches dans des tons brun foncé qui représentent, selon les potières féminines, le dieu du vent. On y trouve également l'un des plus grands fours de type mauresque du Mexique. Près de Tepakan, dans l'état voisin du Yucatán, se trouve le village maya de Ticul. La spécialité ici est la reproduction de pièces mayas trouvées dans les tombes de Jaina, une île au large du Golfe.
Amatenango del Valle, dans l'état de Chiapas, abrite une usine de production de céramique qui est une source importante d'emplois pour la population locale. Les objets produits comprennent des animaux miniatures, réels et fantastiques, modelés principalement par des enfants. Les adultes, surtout des femmes, produisent de grands objets tels que de grandes jarres appelées tinajas. Celles-ci sont décorées à l'aide de lamelles de différentes couleurs. Les pots de fleurs en forme de colombe sont une autre pièce courante. Parce qu'il s'agit de gros morceaux, et à cause de la tradition, les morceaux sont cuits sur le sol avec le bois empilé sur le dessus.
Le Mexique précolombien a une grande tradition depuis des milliers d'années de sculptures et de figurines en argile, dont une grande partie disparaît pendant la colonisation espagnole des Amériques et la période coloniale mexicaine. La tradition commence à faire son retour au milieu du XXe siècle avec des artistes tels que Juan Soriano, Francisco Toledo et Mathias Goeritz. Plusieurs de ces artistes utilisent l'argile pour faire des ébauches d'œuvres à réaliser dans d'autres matériaux comme les métaux, mais se tournent finalement tournés vers l'argile comme médium principal. La sculpture sur argile revient au premier plan de l'art mexicain avec une exposition intitulée « Terra incognita » au Musée d'Art moderne de Mexico en 1981, bien que relativement peu de choses soient écrites sur ce phénomène. Parmi les artistes actuels les plus connus de ce médium figurent Gerardo Azcunaga, Adriana Margain, Javier Marin et Miriam Medrez
.

## La céramique et l'économie mexicaine

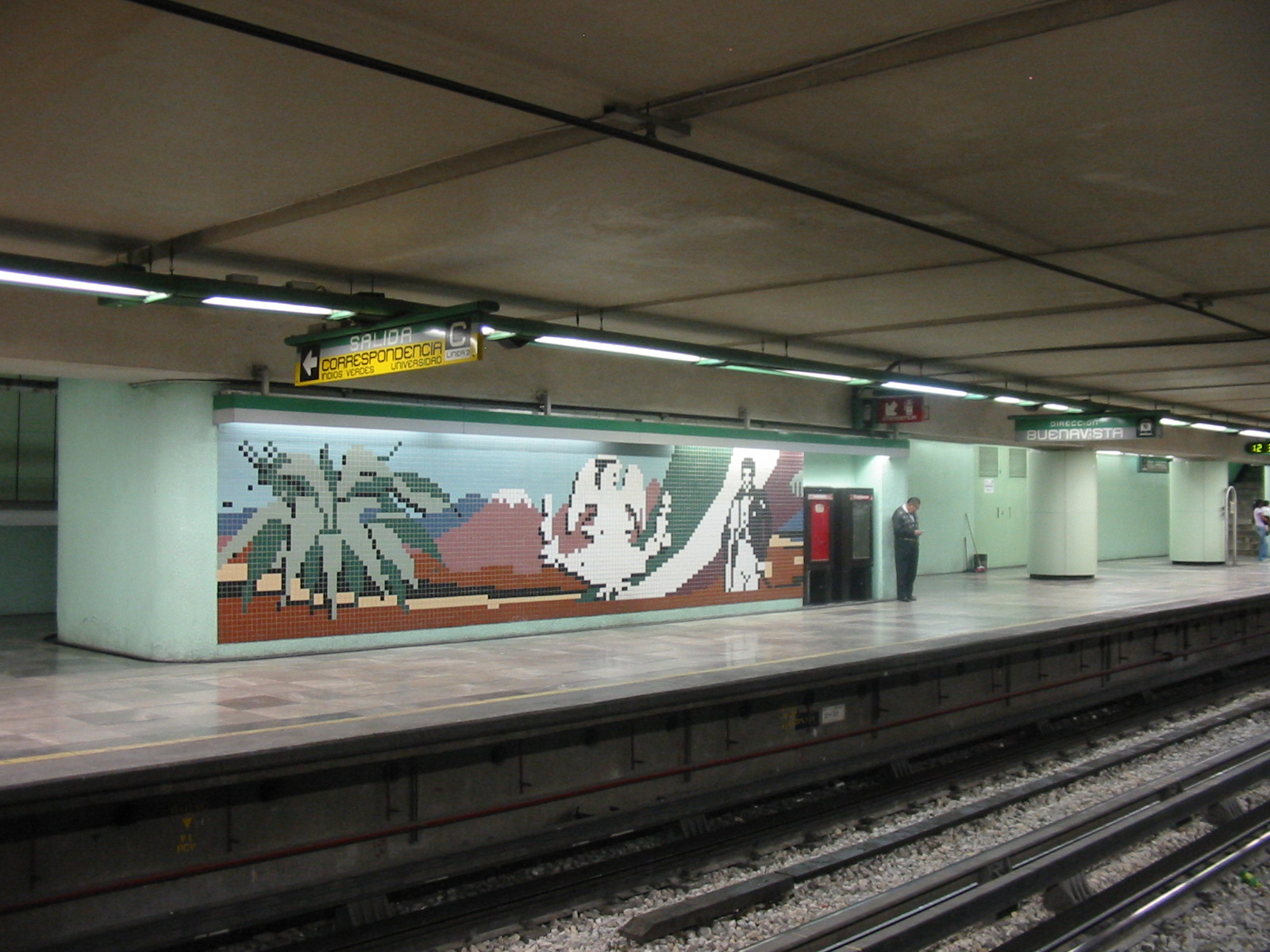
Tuile murale dans le Métro Garibaldi à Mexico.

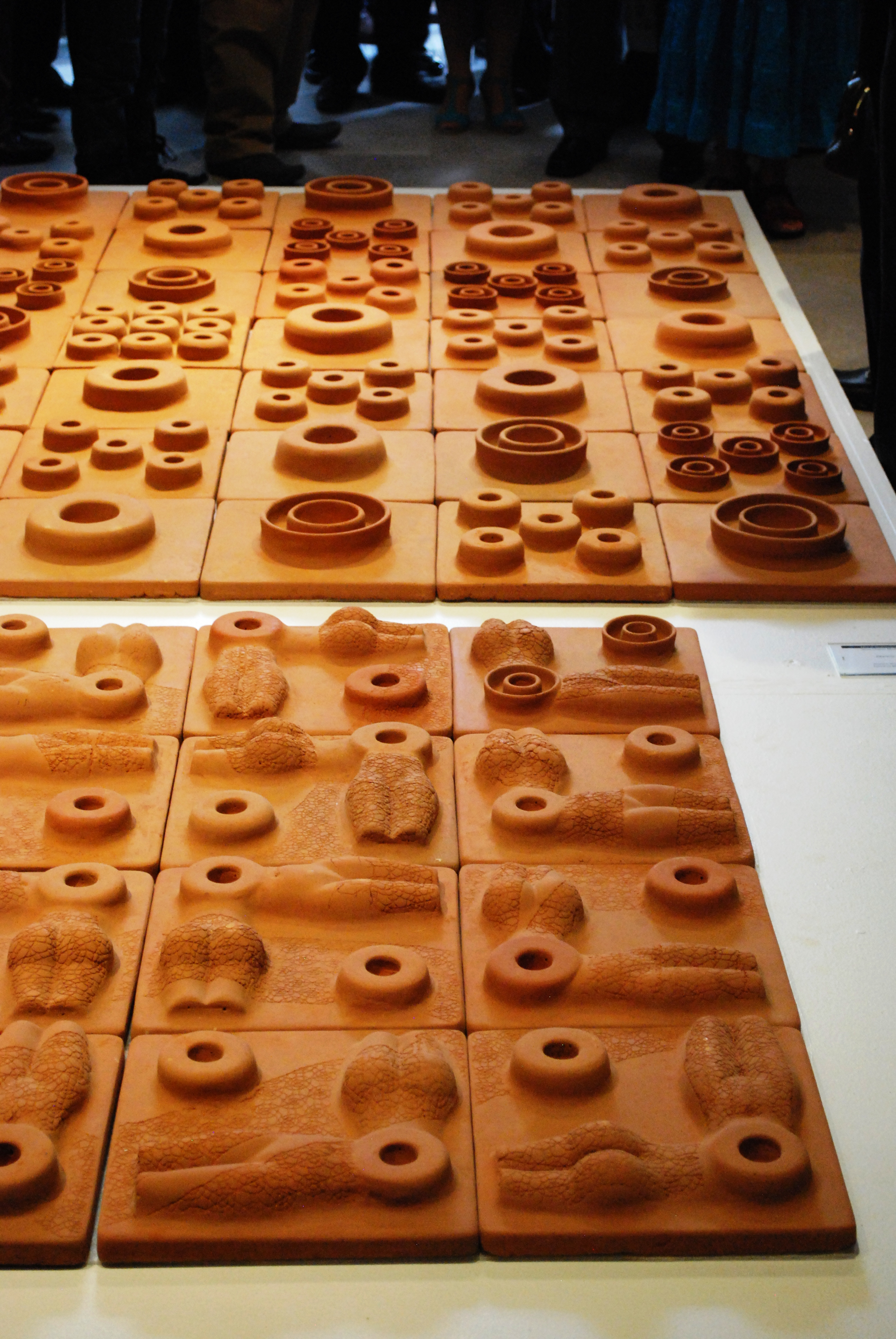
Carreaux pour mural créés par Jesus Chavez Medina de Huasca de Ocampo.

Alors que la production de pots et d'ustensiles est la signature de la poterie mexicaine, les carreaux de sol et de mur en céramique représentent l'essentiel de la production mexicaine de céramique. Le deuxième plus grand type de produits céramiques est celui des accessoires de salle de bains, comme les toilettes, les lavabos et les accessoires. La plupart des matières premières proviennent du marché local, et des quantités limitées d'autres matières premières sont importées. La plupart des équipements utilisés pour la production en série de ce type de céramique proviennent d'Italie, y compris les moules à pression et la technologie de développement. Toutefois, les entreprises envisagent également de faire appel à des fournisseurs américains pour les mélangeurs, les convoyeurs, les fours et l'équipement de contrôle électronique en raison de la proximité du pays et des tarifs de l'ALENA.
En 1994, le Mexique exporte aux États-Unis pour 78,1 millions de dollars américains de revêtements de sol vitrifiés et non vitrifiés, important 17 millions de dollars américains en équipement et en matières premières pour ces produits. 75 % des accessoires de salle de bains sont exportés aux États-Unis pour une valeur de 54,7 millions de dollars américains en 1994.
Le secteur le plus sous-développé de la céramique de masse est celui des arts de la table, de la porcelaine et du grès. Le Mexique ne compte que deux grands fabricants de vaisselle, Anfora et Santa Anita, qui produisent respectivement de la porcelaine et du grès. Anfora est la seule entreprise qui réussit à exporter ses produits vers des entreprises américaines telles que Panera Bread, Pottery Barn et Starbucks. La plupart de ces céramiques sont importées d'autres pays comme les États-Unis, le Japon et l'Allemagne, malgré sa capacité de production propre. Cependant, le manque de certaines matières premières peut expliquer en partie cette situation. Un autre problème est la poursuite de la production d'articles émaillés au plomb, qui ne peuvent être exportés. Bien que les émaux sans plomb et à faible teneur en plomb soient mis au point pour une cuisson à basse température, les plus traditionnels ne sont utilisés que par environ la moitié des artisans,.
Cependant, le secteur de l'industrie céramique qui connaît la croissance la plus rapide est composé de petites entreprises qui fabriquent principalement de la vaisselle et des articles de décoration faits à la main. Ce secteur industriel trouve rapidement des marchés d'exportation aux États-Unis, en Extrême-Orient et dans certaines parties de l'Europe. C'est une activité à forte intensité de main-d'œuvre, mais qui nécessite l'importation de certains équipements tels que les fours. La plupart des biens produits par ce secteur sont exportés aux États-Unis. Au fur et à mesure que ce secteur continue de croître et de se perfectionner, il est probable qu'un plus grand nombre d'équipements de fabrication seront importés.
Pour les personnes qui vivent dans des zones très rurales du Mexique et qui ont peu ou pas d'emploi, la production d'artisanat, en particulier de céramique, constitue une option. Pour de nombreuses personnes vivant dans les zones rurales d' Oaxaca, les options économiques se limitent à l'agriculture de subsistance, au travail dans la ville de Mexico ou à la migration illégale vers les États-Unis. Cela laisse de nombreux petits villages comme San Jeronimo Slayopylla, des villes fantômes virtuelles, peuplées uniquement de personnes âgées, de femmes et d'enfants. Pour au moins certains, l'intérêt pour la poterie indigène et folklorique offre une autre option. Les coopératives, telles que « Polvo de Agua », réunissent des artisans de différents endroits pour vendre leurs produits et assurer un revenu à leurs familles. La production de poterie améliore le niveau de vie dans d'autres petits villages d'autres régions, comme Mata Ortiz, dans l'état de Chihuahua également. La plupart des artisans des zones rurales apprennent le métier auprès de leur famille et continuent d'utiliser les mêmes techniques que leurs ancêtres utilisent. Pour beaucoup d'habitants des zones rurales, la vente de poteries est leur seul revenu en espèces.
De plus en plus de potiers se tournent également vers Internet pour vendre leurs objets à l'étranger, même s'ils n'ont pas d'accès direct à un ordinateur. Oscar Soteno, potier renommé à Metepec, l'utilise pour vendre ses arbres de vie et autres œuvres aux États-Unis. Vendre au lucratif marché de Noël est particulièrement rentable. Même si les motifs du Jour des Morts ne sont pas liés à Halloween, ils ont trouvé leur chemin dans de nombreux foyers américains pour cette fête, grâce à Internet. De nombreux artisans travaillent avec NOVICA.com, une entreprise qui travaille avec des artistes du tiers-monde pour les aider à vendre leurs produits dans d'autres pays. Cela permet à de nombreux artisans de vendre directement, en supprimant les intermédiaires. Barro sin Plomo, une organisation liée à la Banque mondiale, réussit à exporter des articles de poterie sans plomb aux États-Unis et affirme que les perspectives du marché pour ces produits sont optimistes. Un segment du marché est celui des restaurants mexicains aux États-Unis qui veulent avoir des plats de style mexicain, mais qui ne peuvent pas en importer suffisamment qui répondent aux normes américaines en matière de plomb. Un autre marché possible est l'Amérique centrale.
Des agences gouvernementales étatiques et fédérales sont créées pour soutenir la production de céramique, en particulier dans les zones rurales. Le Premio Nacional de Cerámica est créé en 1977 et décerne des prix en espèces dans différentes catégories. Le prix le plus prestigieux est le Galardon Presidencial (reconnaissance présidentielle), qui est remis par le président du Mexique. Chaque année, Metepec accueille le Concurso Nacional de Alfarería et Ceramica « Árbol de la Vida ». Cet événement décerne un premier prix de 50 000 pesos au meilleur travail réalisé en argile. Il existe également des prix pour des sous-catégories telles que les pièces émaillées et non émaillées ainsi que les céramiques à haute et basse température de cuisson. L'événement attire des artistes et des artisans d'Oaxaca et de Jalisco ainsi que de l'État de Mexico. Les juges proviennent du Museo de Arte Popular de Mexico, de l'université autonome de l'État de Mexico (en) et d'autres institutions.
Malgré le soutien et l'intérêt pour la céramique traditionnelle mexicaine, le nombre d'artisans diminue. En 1994, il y a un peu plus de 1,5 million d'artisans céramistes dans le pays, chiffre qui est tombé à 50 000 en 2006. Cela rend les artisans presque inexistants dans certains États. La majolique n'est plus produite à Aguascalientes et le nombre d'ateliers dans l'État de Guanajuato se réduit de moitié ces dernières années. Dans les grandes villes comme Mexico et Monterrey, il n'y en a qu'une poignée. L'une des raisons en est que de nombreux produits artisanaux sont remplacés par des articles en étain et en plastique moins chers. Une autre raison est qu'un grand nombre de gens des régions productrices d'artisanat sont partis travailler aux États-Unis.